# Reutergeld

Reutergeld der Stadt Grabow

Als Reutergeld werden spezielle deutsche Notgeldscheine bezeichnet. Das Reutergeld wurde 1922 von siebzig deutschen Städten und Gemeinden ausgegeben. Die Nennwerte der Scheine waren 10, 25 und 50 Pfennige.
Die Geldscheine waren mit Bildern und Zitaten des mecklenburgischen Dichters Fritz Reuter bedruckt. Für die Gestaltung wurden fünf Künstler und Architekten beauftragt: Erich Bentrup, Architekt in Schwerin; Hermann Koenemann, Maler und Grafiker in Schwerin; Georg Schütz, Maler, Illustrator und Karikaturist in Schwerin; Egon Tschirch, Maler und Lyriker in Rostock und Richard Zscheked, Kunstgewerbler, Maler und Illustrator in Schwerin. Die Scheine wurden von der Bärensprung’schen Hofdruckerei in Schwerin gedruckt und von der Reutergesellschaft unter Reinhold Wust vertrieben.
Reutergeld diente nicht wie übliches Notgeld als Ersatzgeld, sondern war von Anfang an als Sammlerobjekt für Notgeldsammler gedacht. Es wurde erst nach dem Verfalltag verkauft.
Hier eine Liste aller 70 Orte, die das Reutergeld ausgaben (in Klammern die heutigen Namen):
Alt-Gaarz (Rerik),
Arendsee (Kühlungsborn),
Boizenburg,
Boltenhagen,
Brüel,
Brunshaupten (Kühlungsborn),
Bützow,
Crivitz,
Dargun,
Dassow,
Doberan (Bad Doberan),
Dömitz,
Feldberg,
Friedland,
Fürstenberg,
Gadebusch,
Gnoien,
Goldberg,
Graal,
Grabow,
Grevesmühlen,
Güstrow,
Hagenow,
Heiligendamm,
Bad Kleinen,
Klütz,
Krakow am See,
Kröpelin,
Laage,
Ludwigslust,
Lübtheen,
Lübz,
Malchin,
Malchow,
Marlow,
Mirow,
Müritz,
Neubrandenburg,
Neubukow,
Neuhaus (Gemeindeteil von Dierhagen),
Neukalen,
Neukloster,
Neustrelitz,
Nienhagen,
Parchim,
Penzlin,
Plau,
Rehna,
Ribnitz (Ribnitz-Damgarten),
Röbel,
Rostock,
Schönberg,
Schwaan,
Schwerin,
Stargard (Burg Stargard),
Stavenhagen,
Sternberg,
Strelitz,
Sülze,
Tessin,
Teterow,
Waren (Müritz),
Warin,
Warnemünde,
Wesenberg,
Wismar,
Wittenburg,
Woldegk,
Wustrow und
Zarrentin.

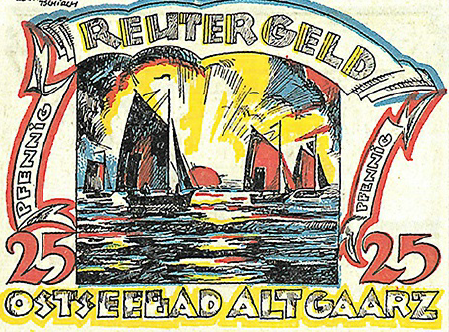
Alt Gaarz
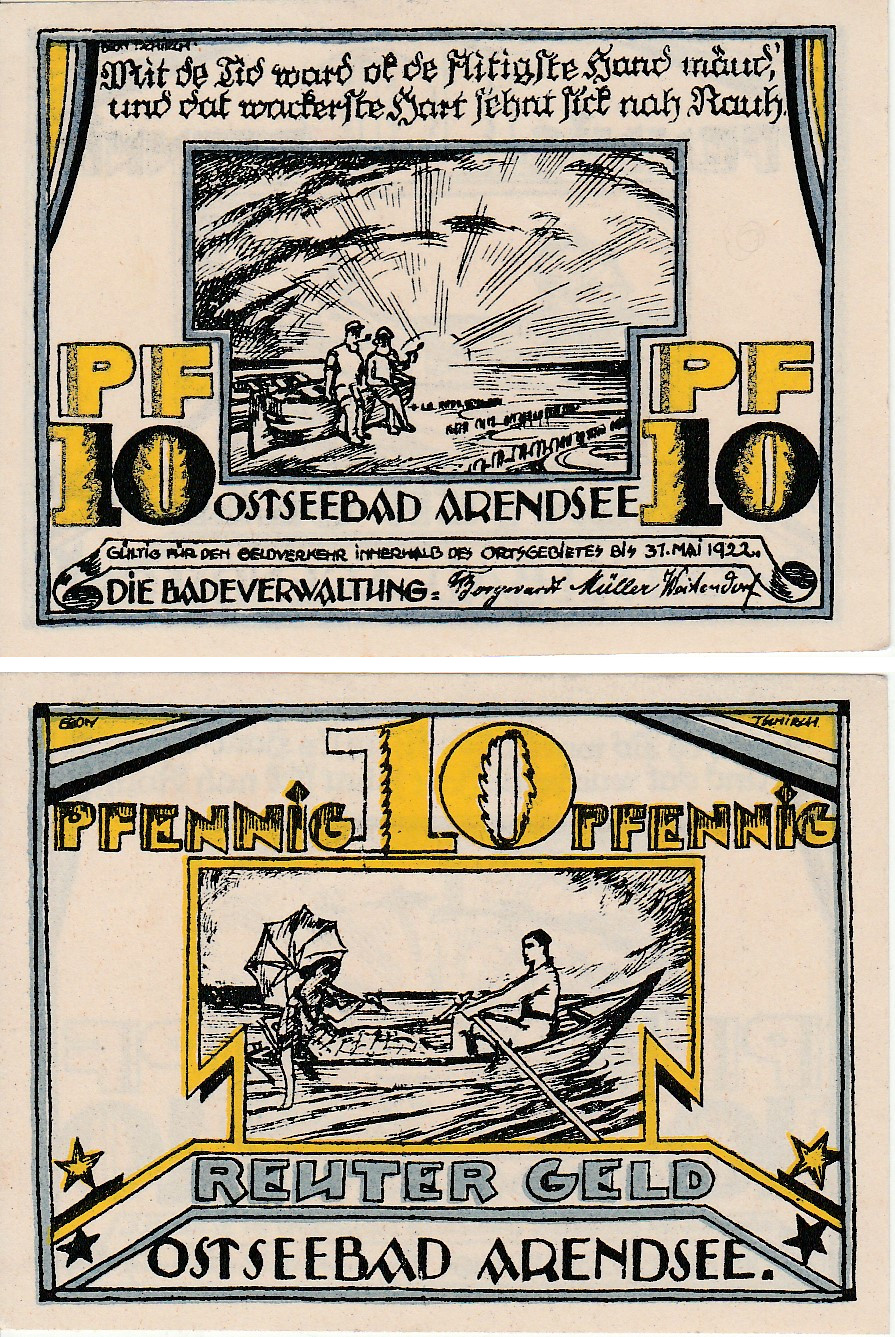
Arendsee
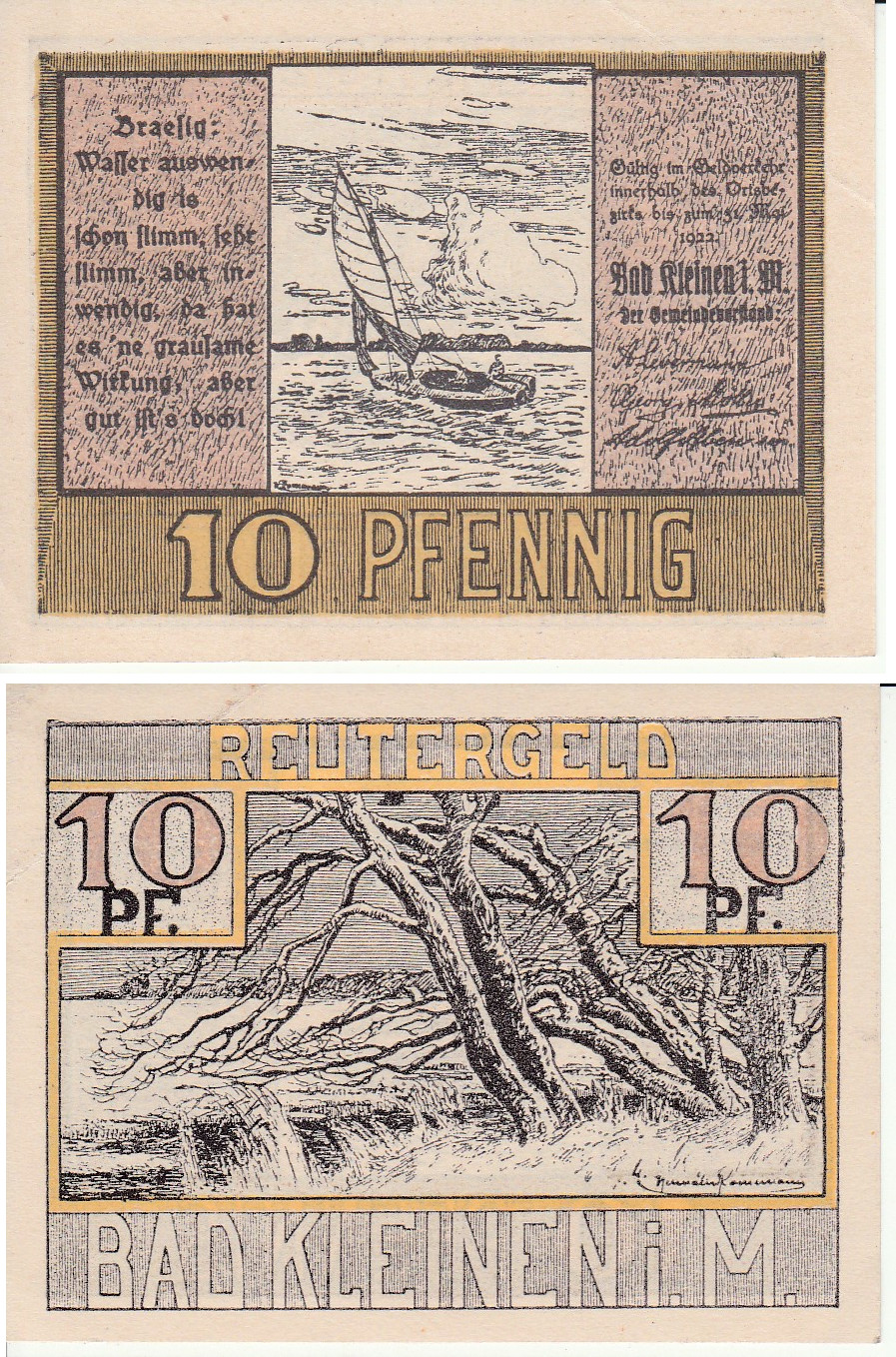
Bad Kleinen
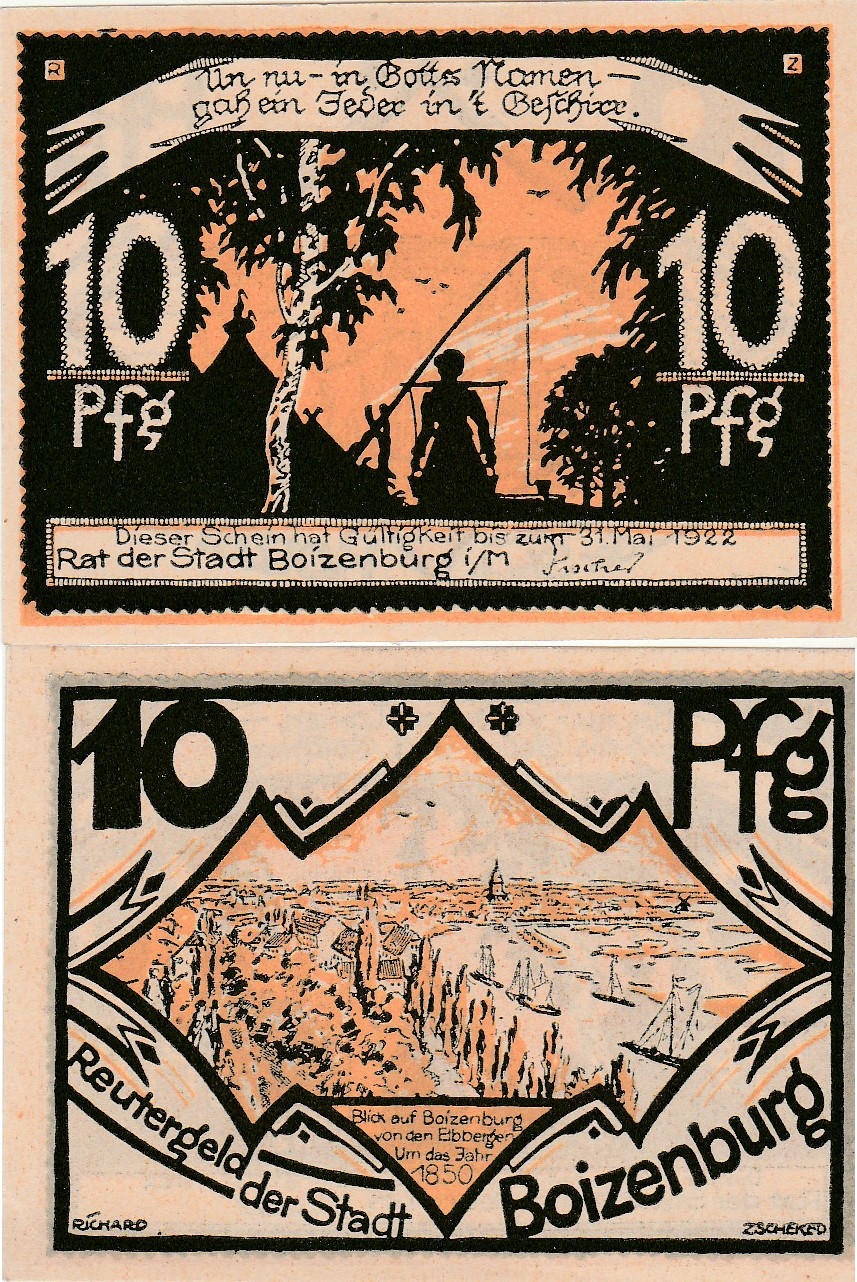
Boizenburg
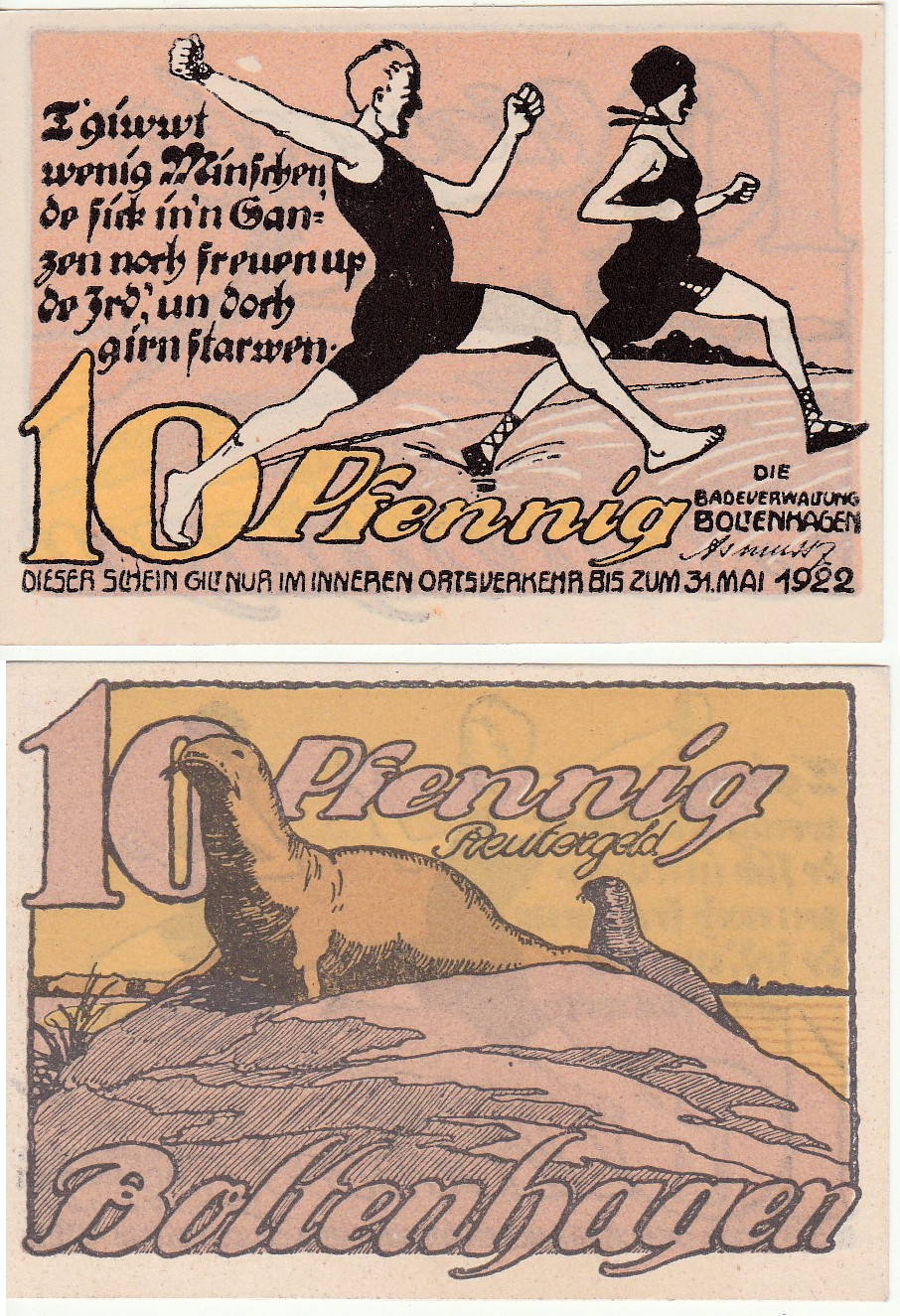
Boltenhagen
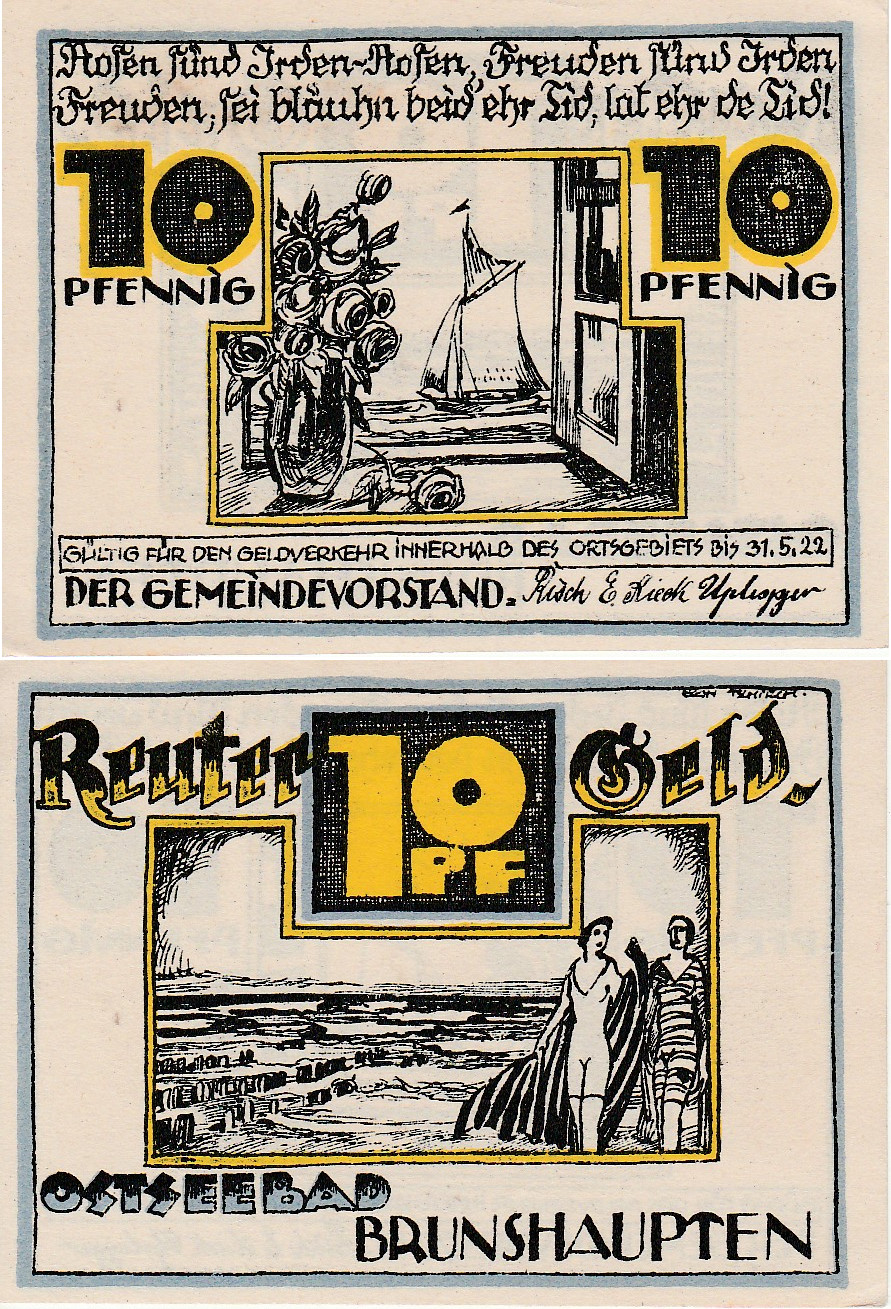
Brunshaupten
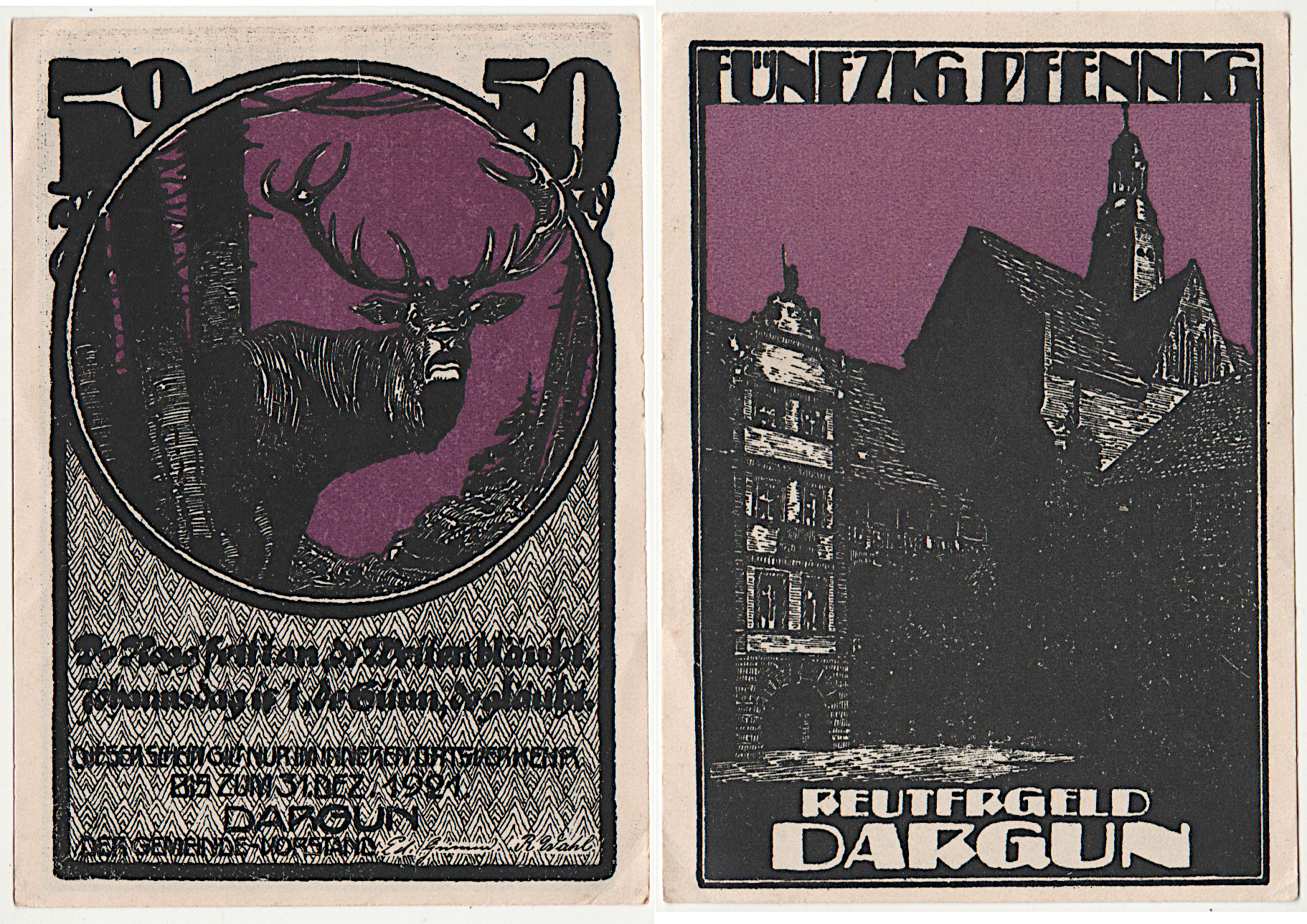
Dargun
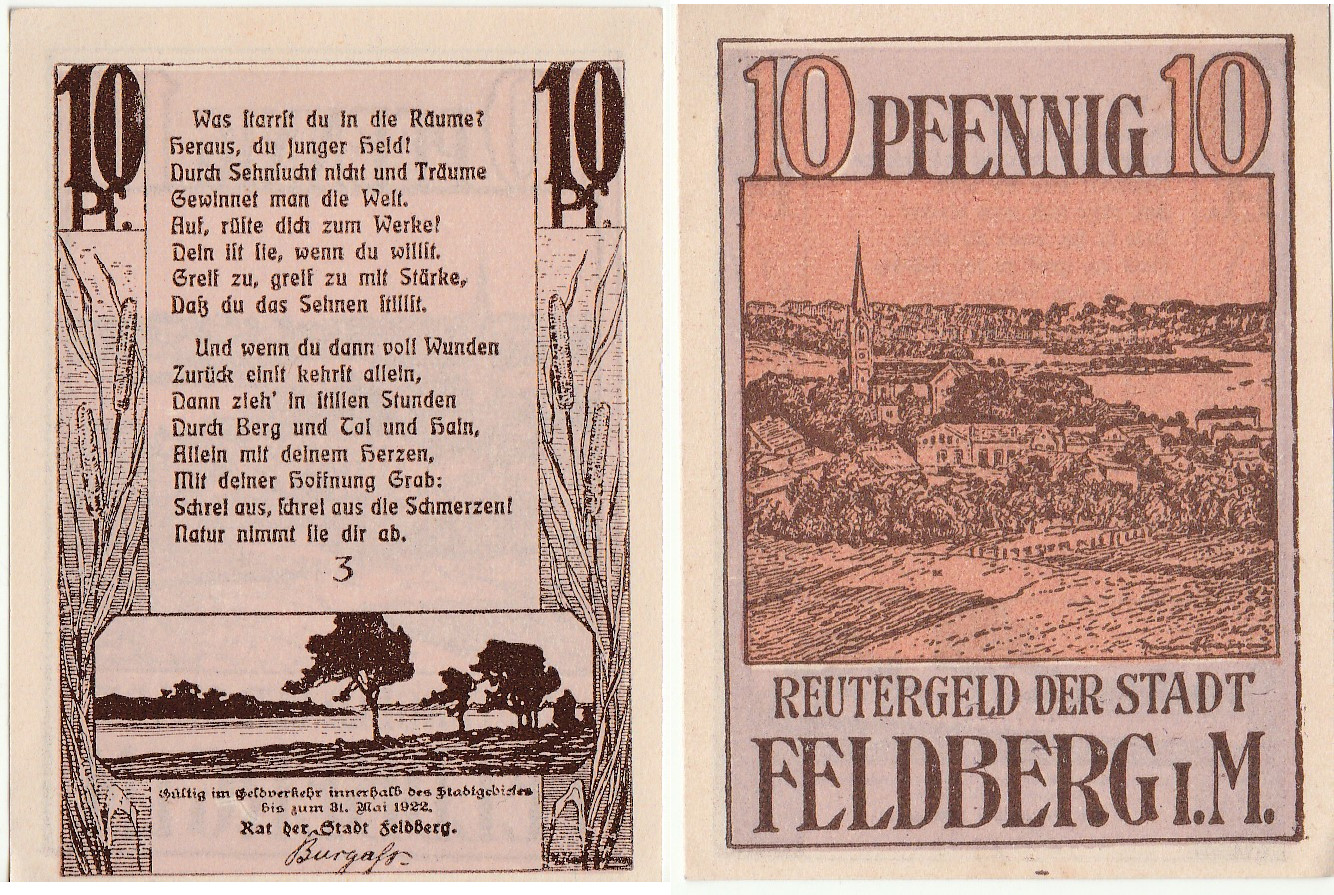
Feldberg
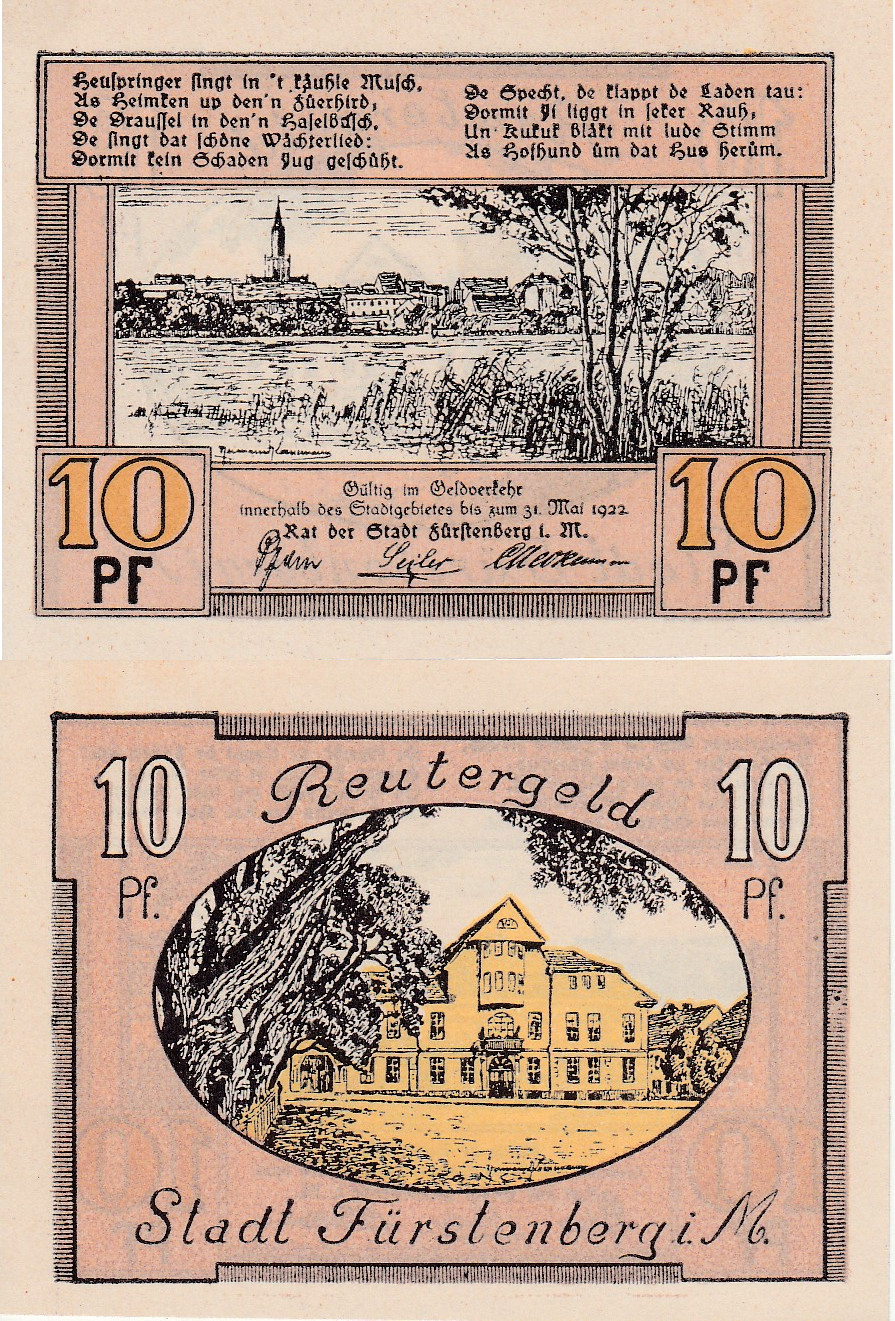
Fürstenberg
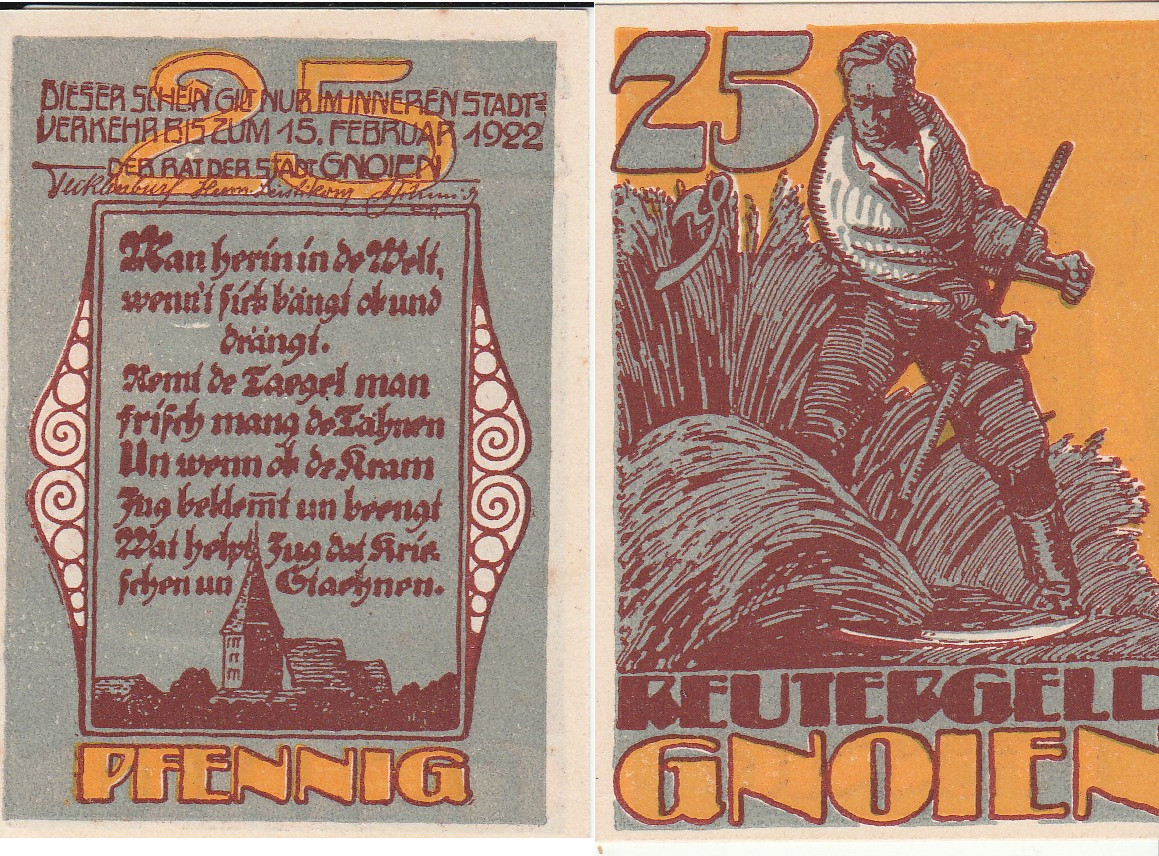
Gnoien
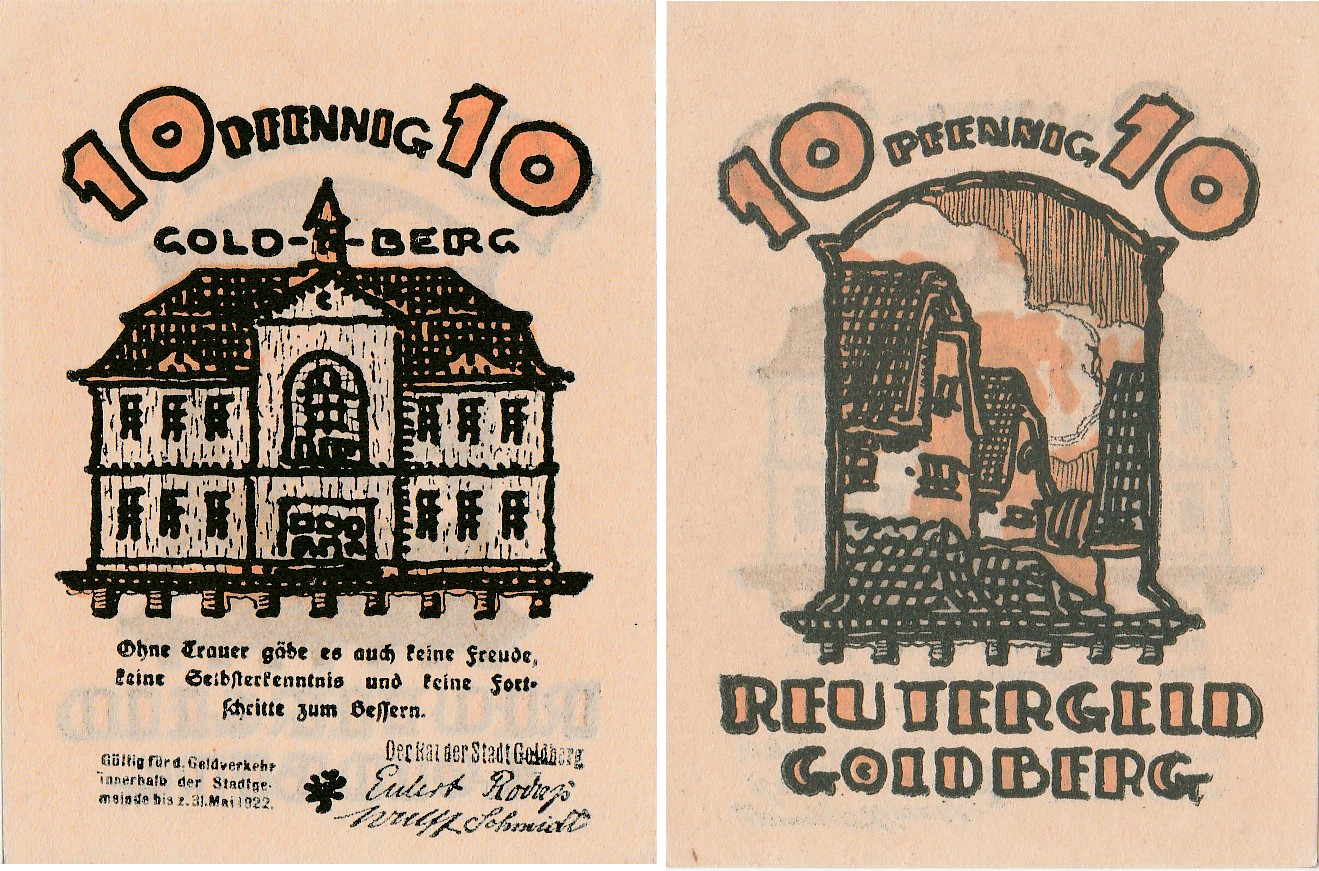
Goldberg
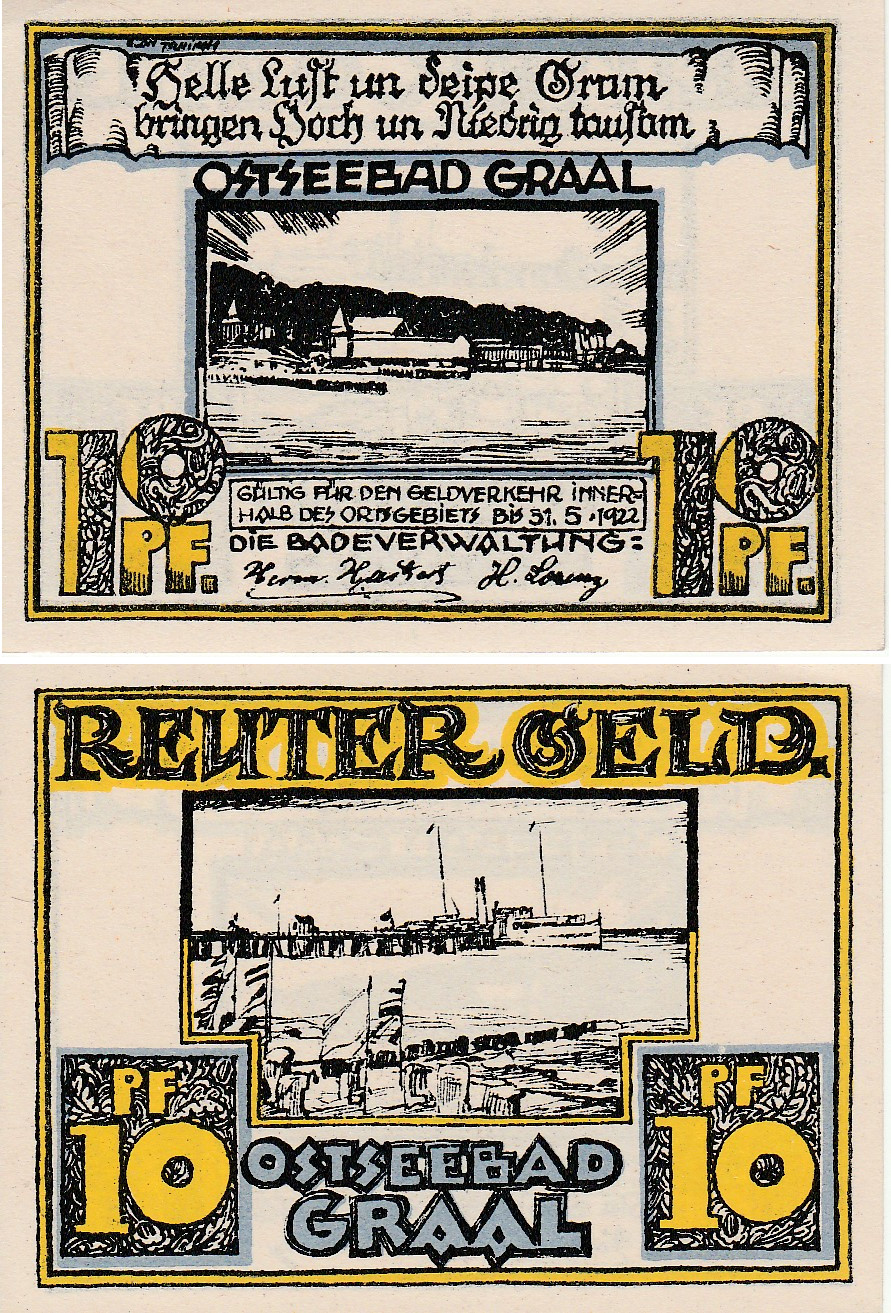
Graal
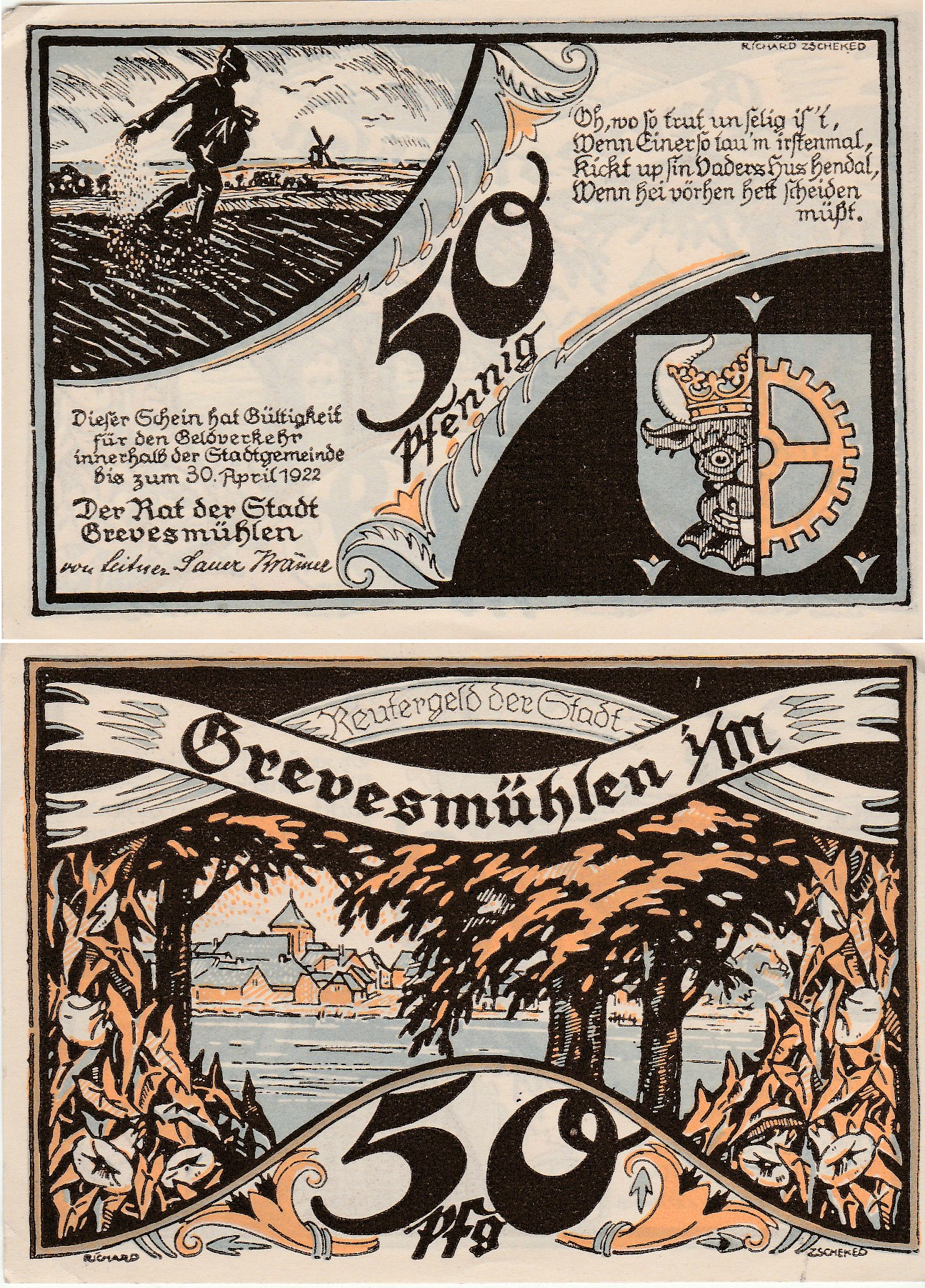
Grevesmühlen
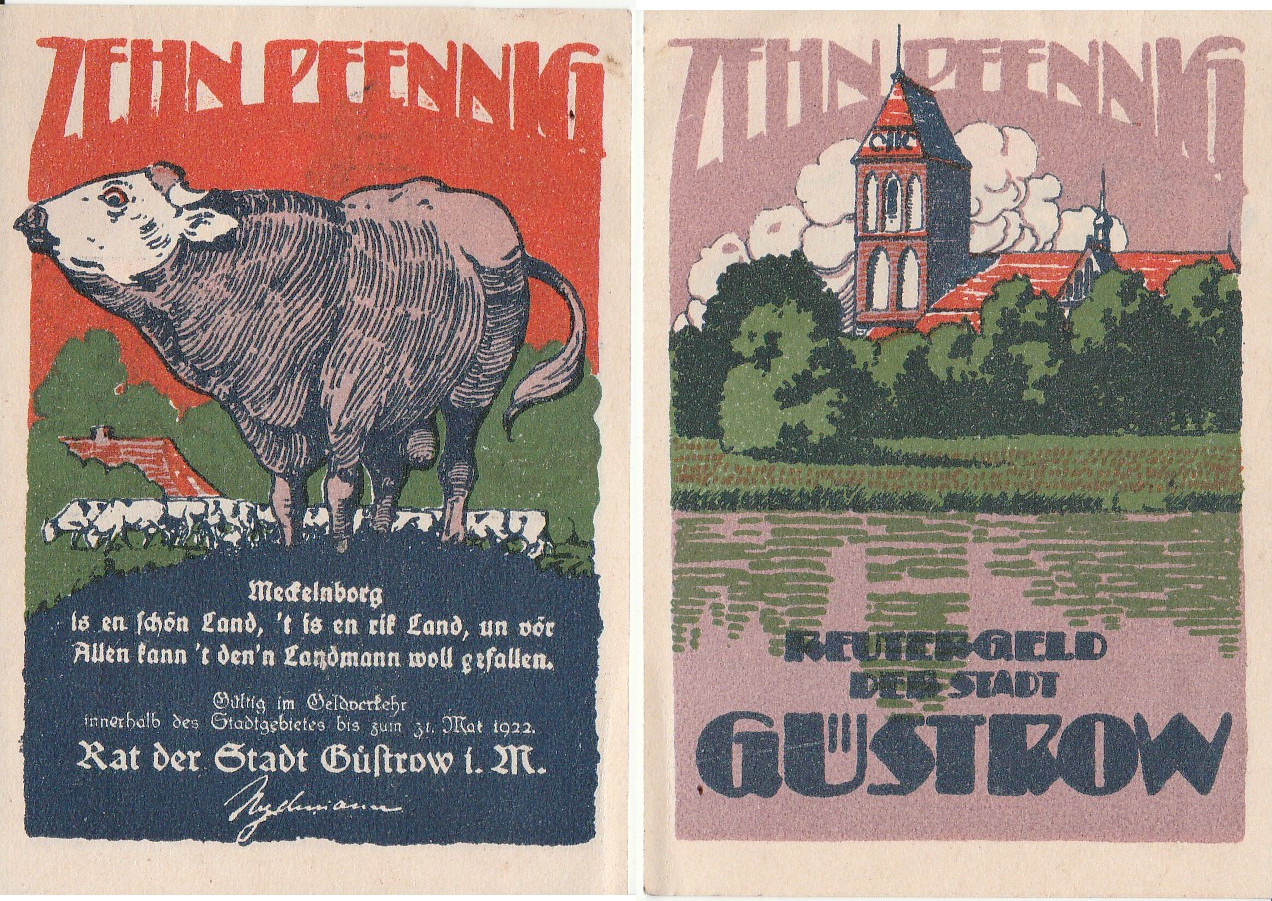
Güstrow
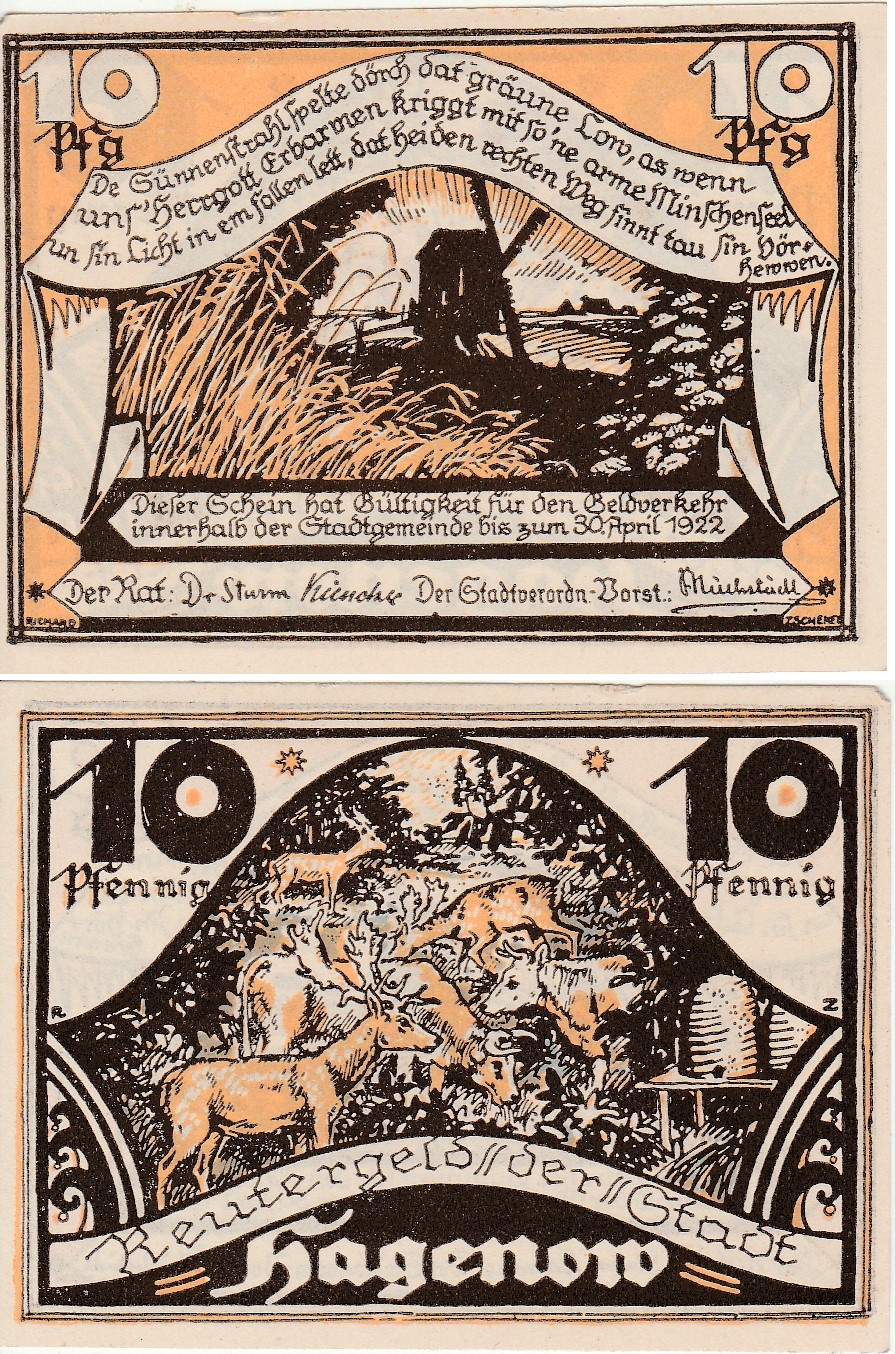
Hagenow
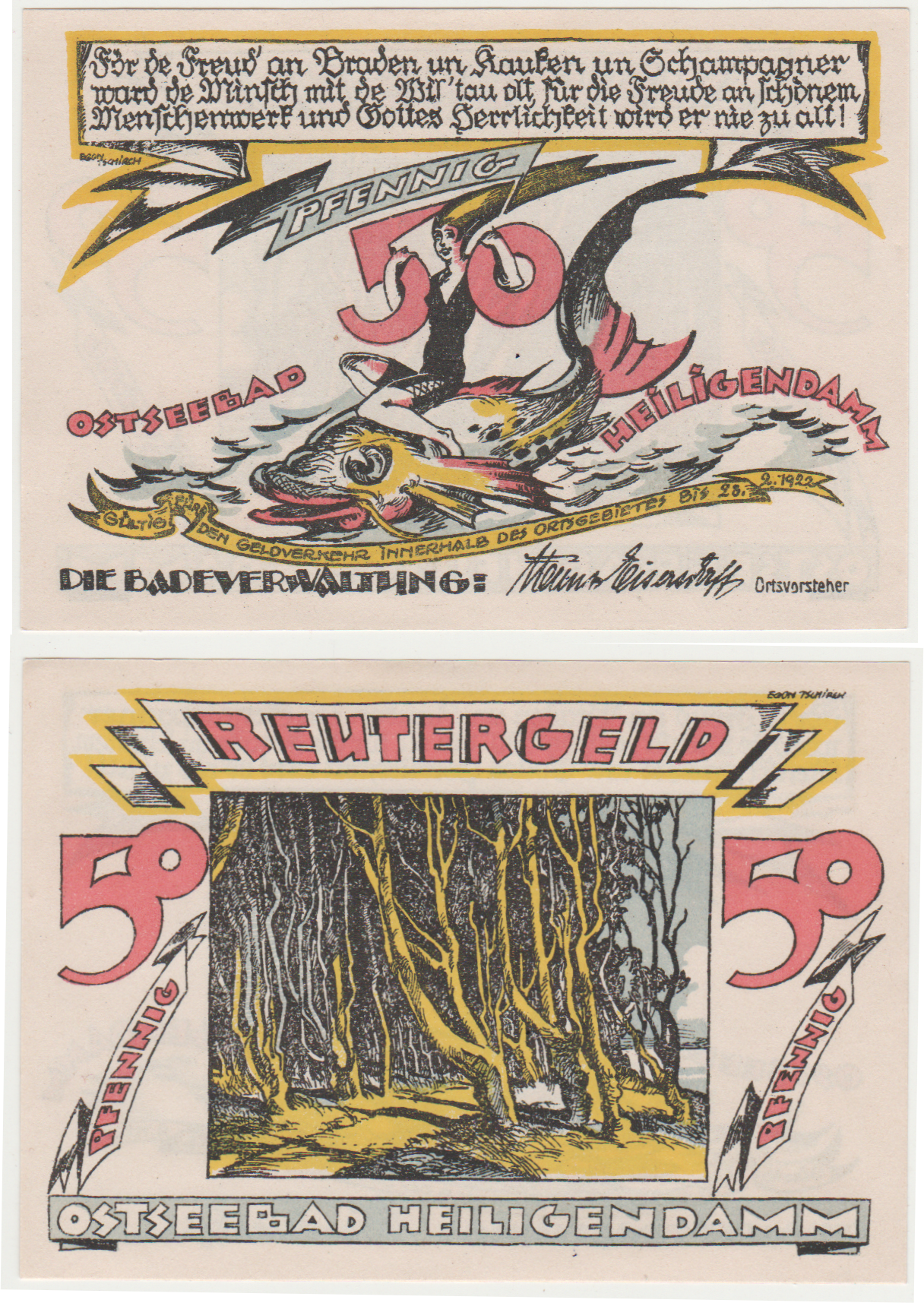
Heiligendamm
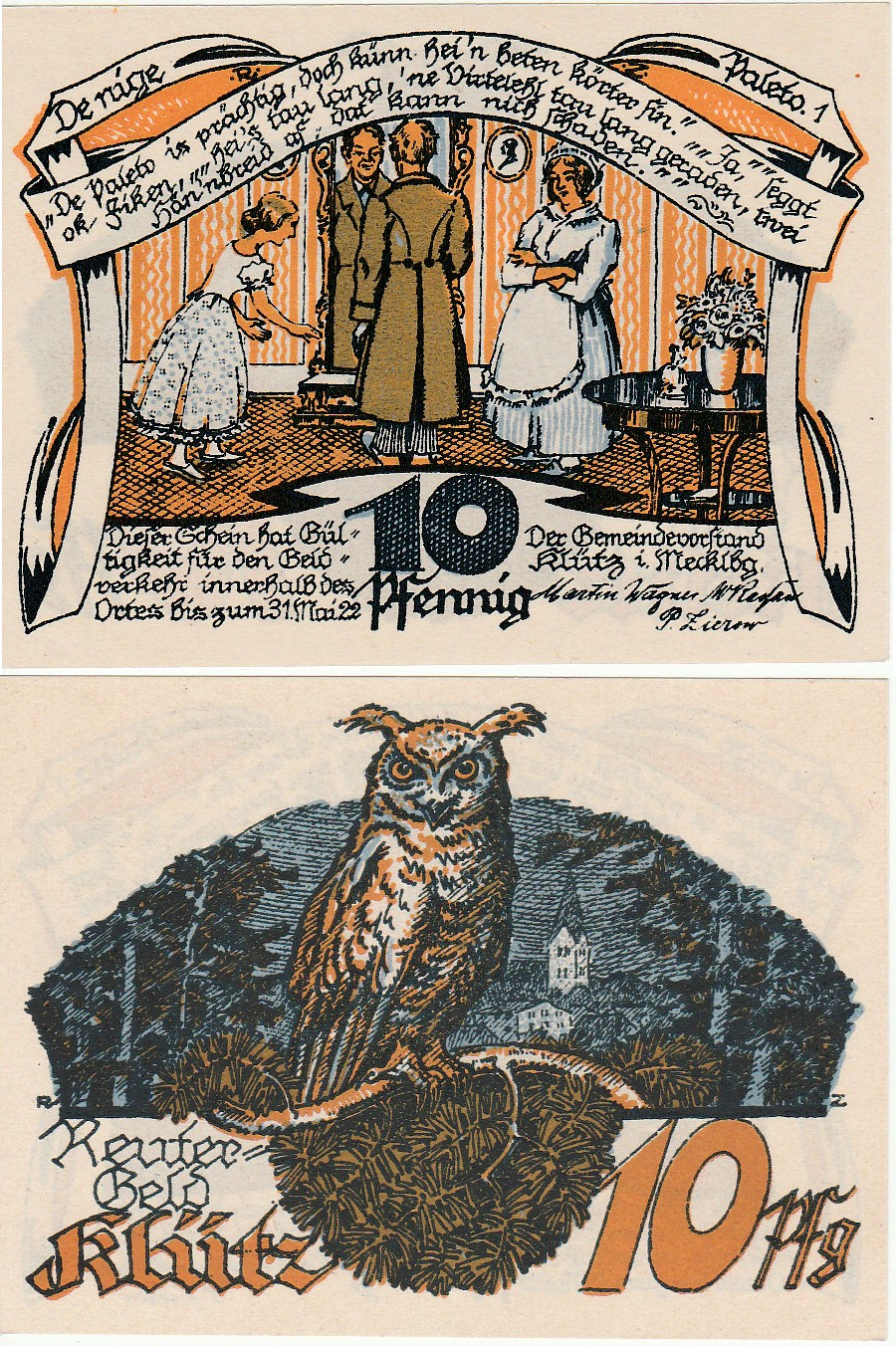
Klütz
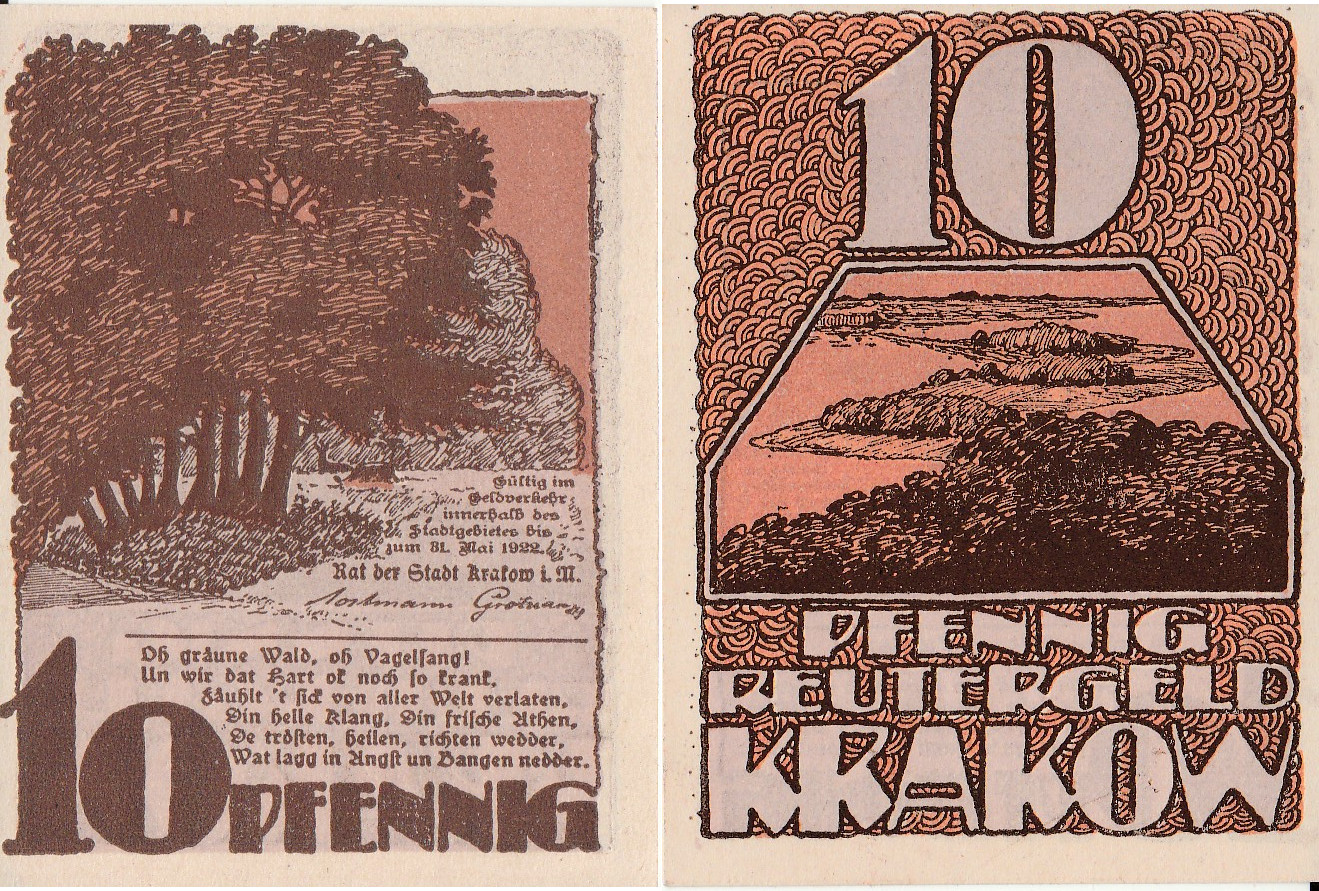
Krakow am See
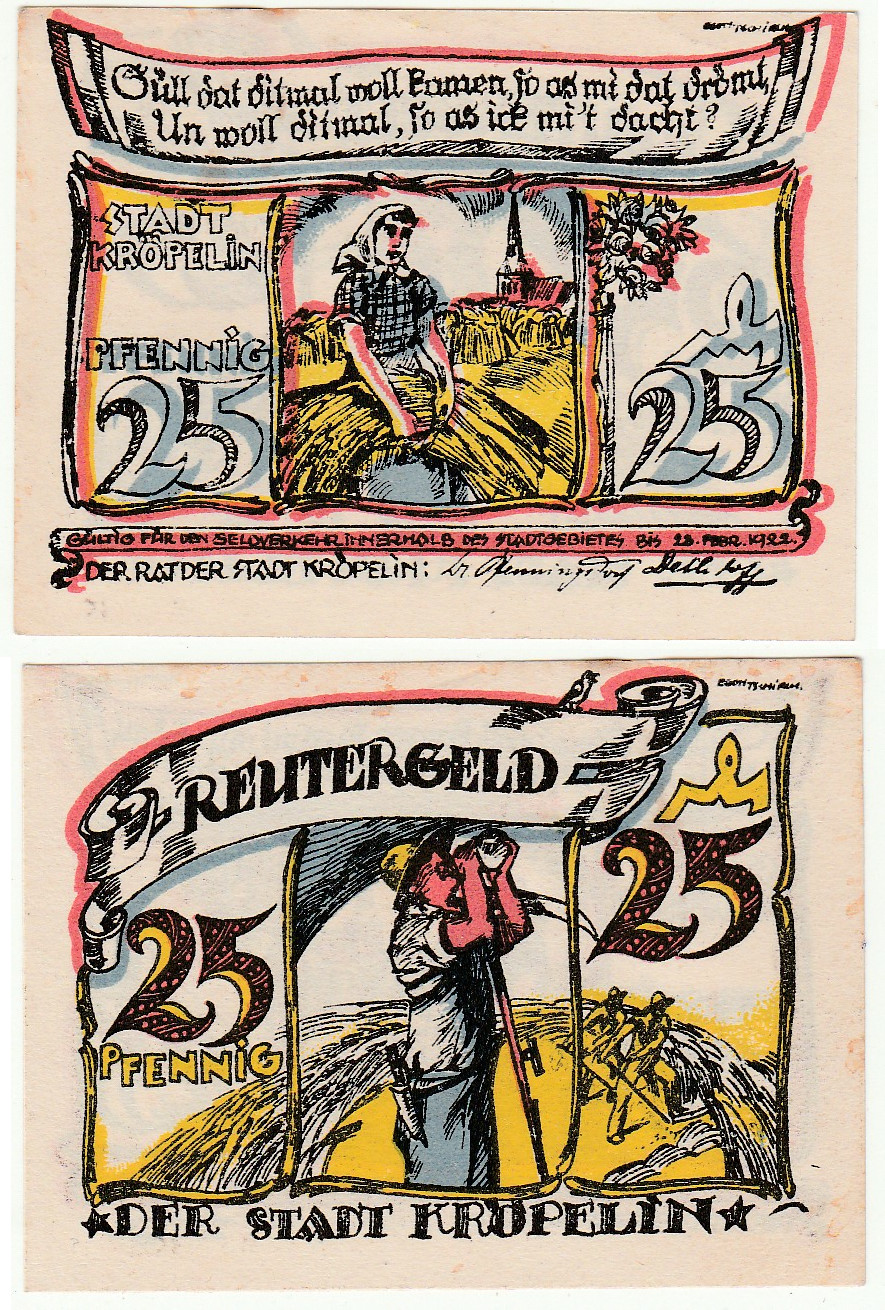
Kröpelin
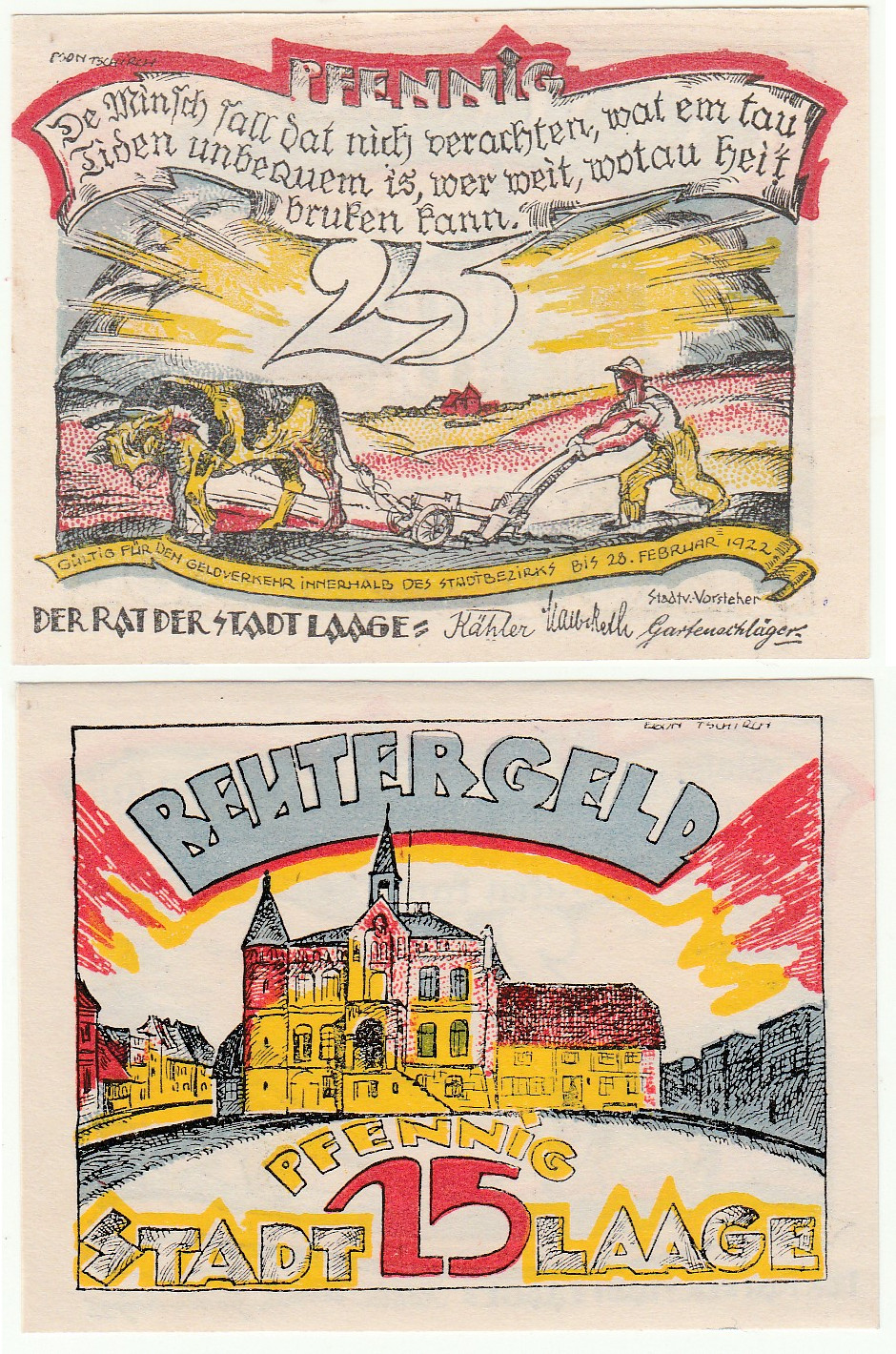
Laage
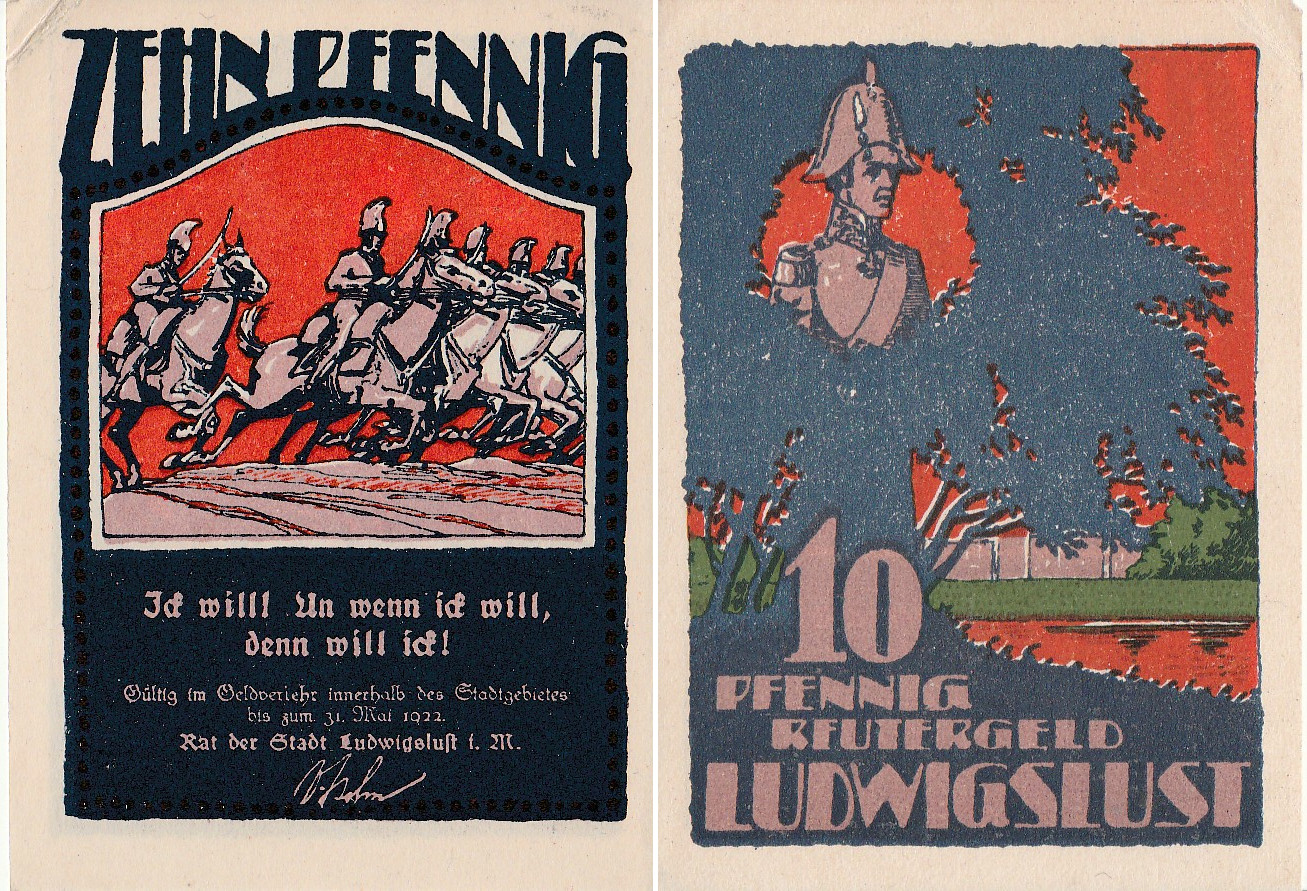
Ludwigslust
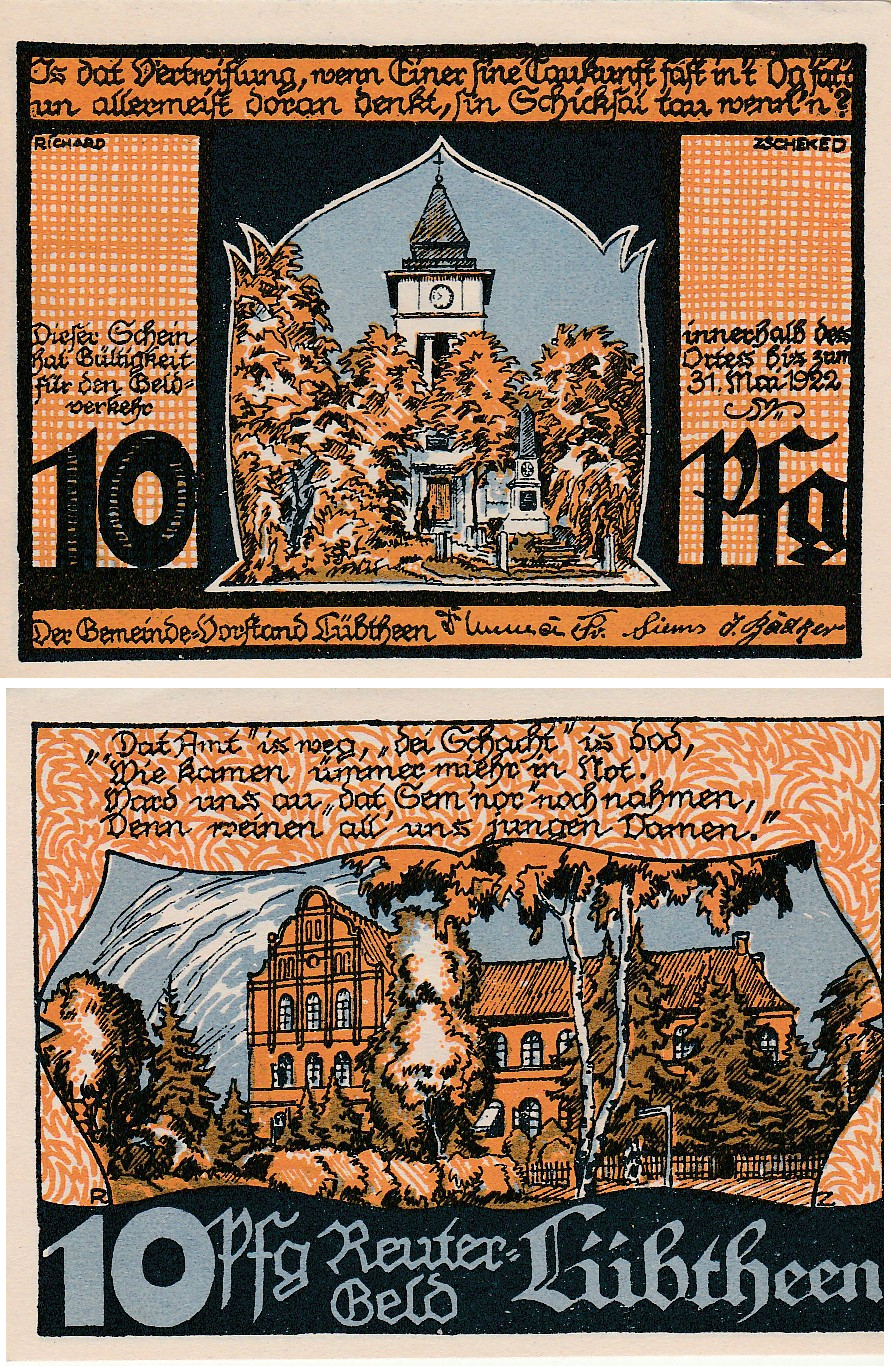
Lübtheen
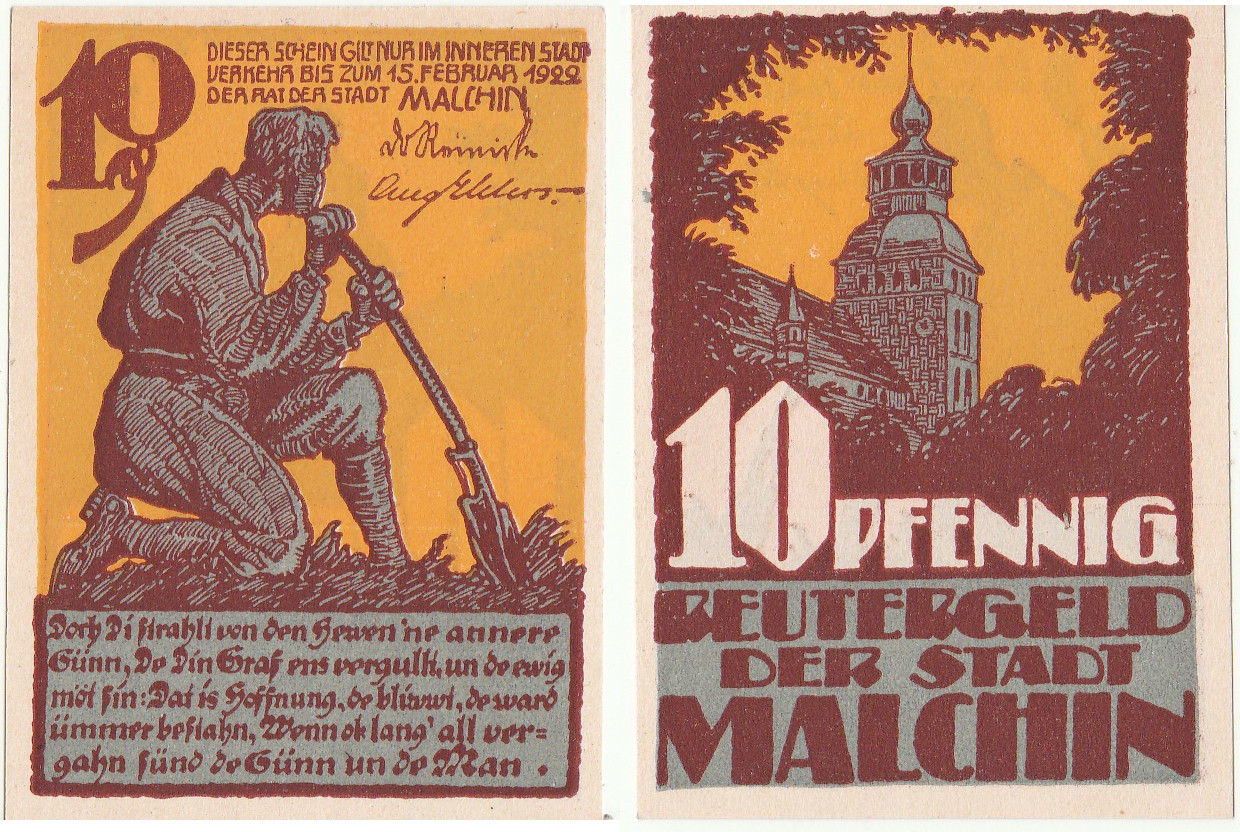
Malchin
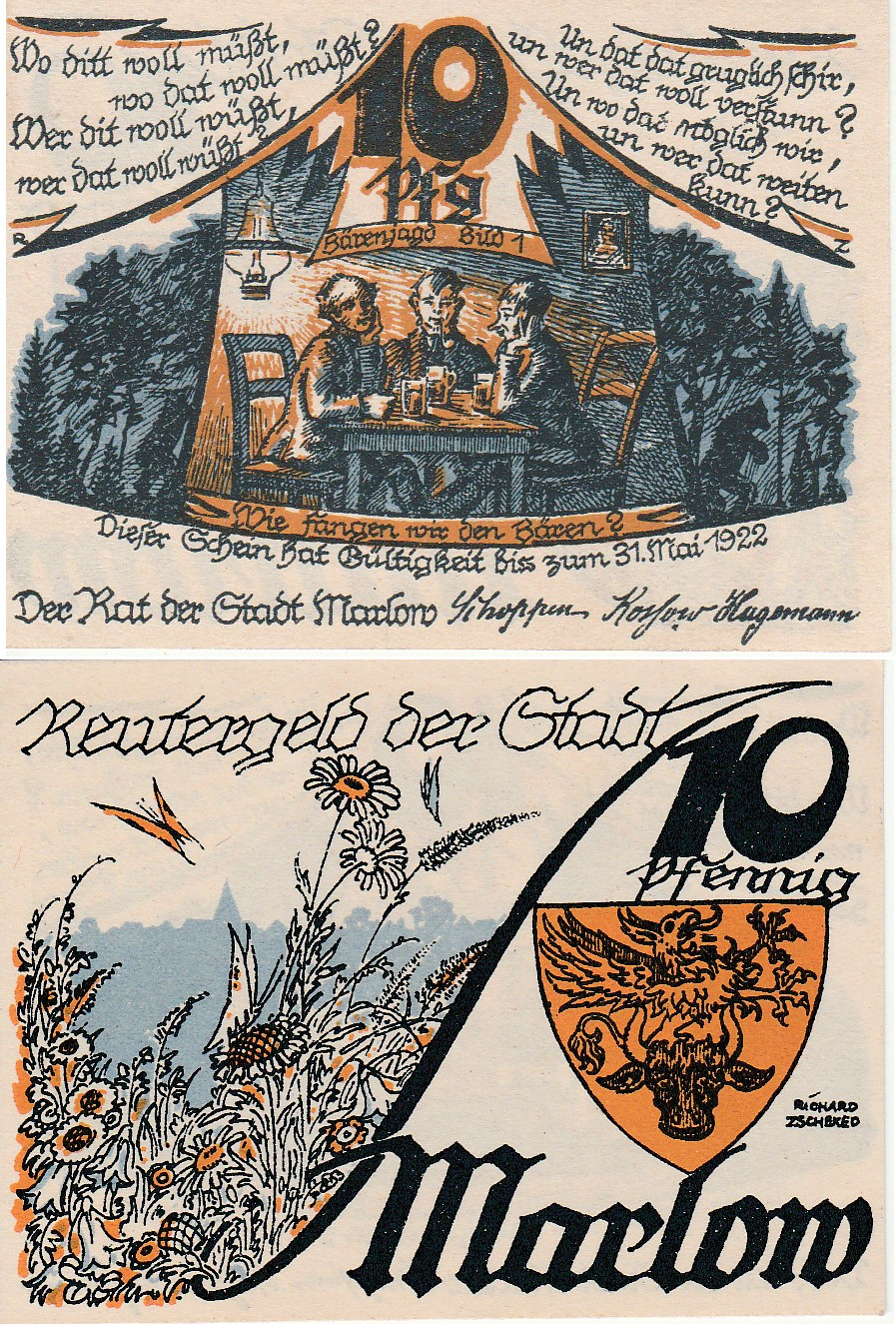
Marlow
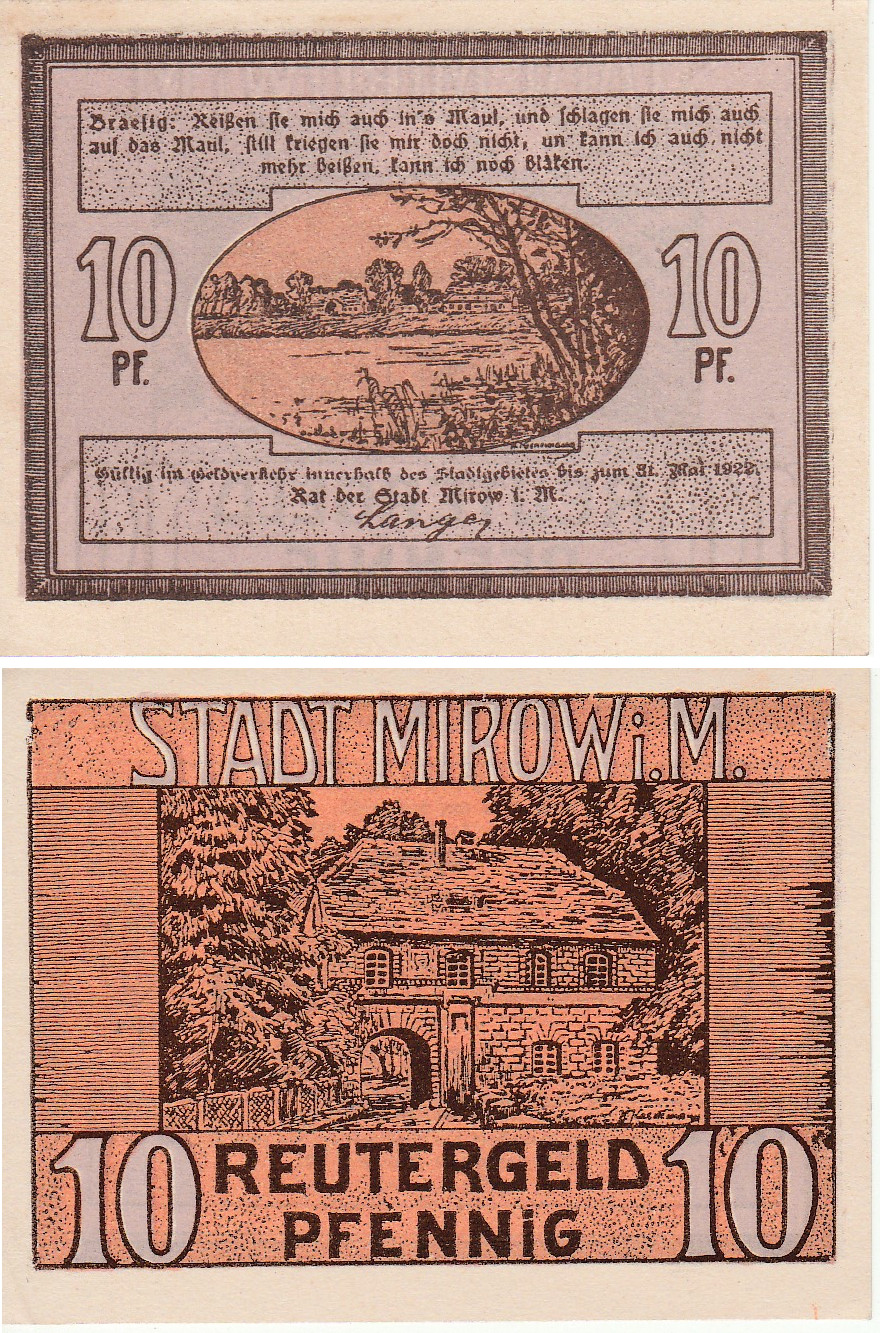
Mirow
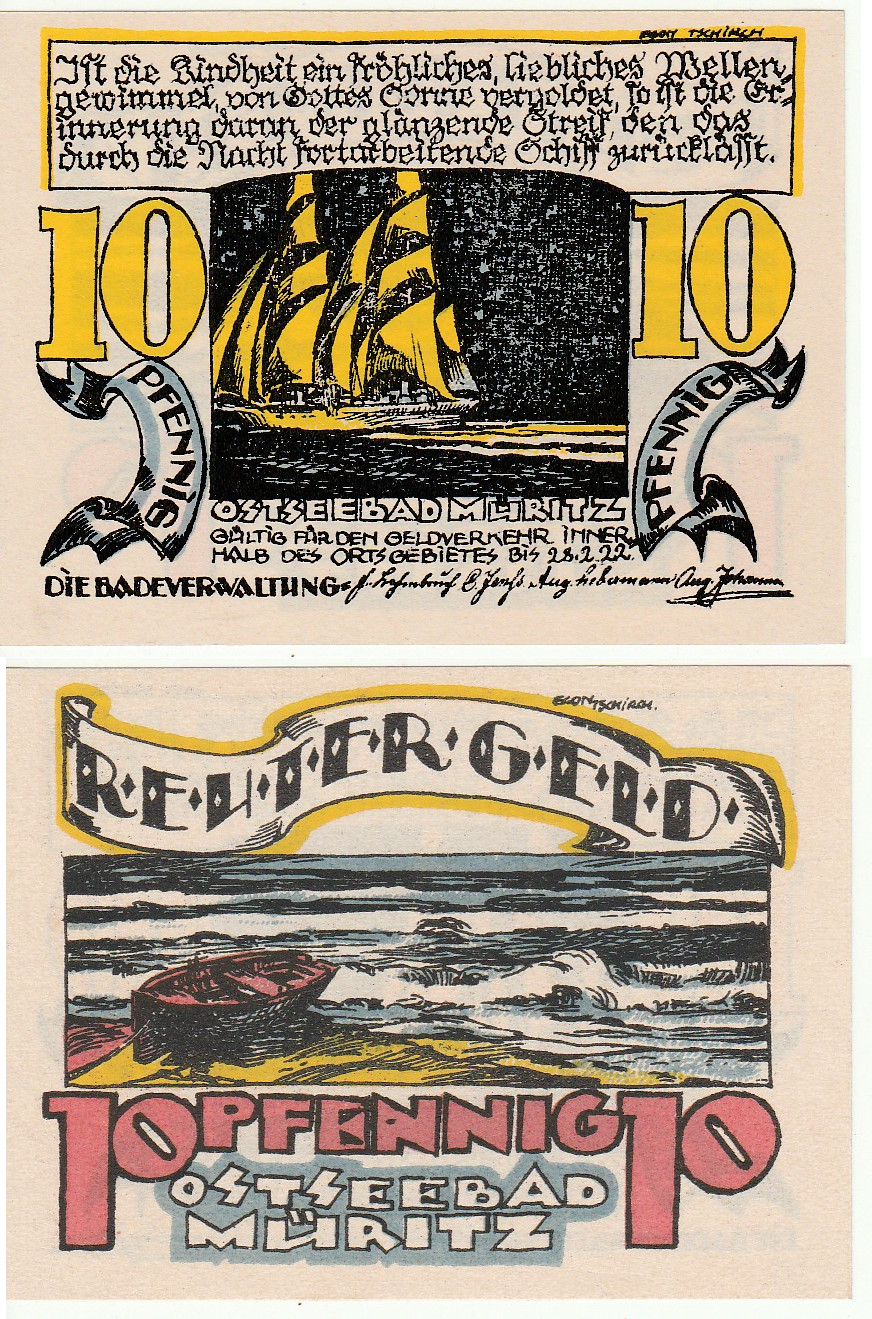
Müritz
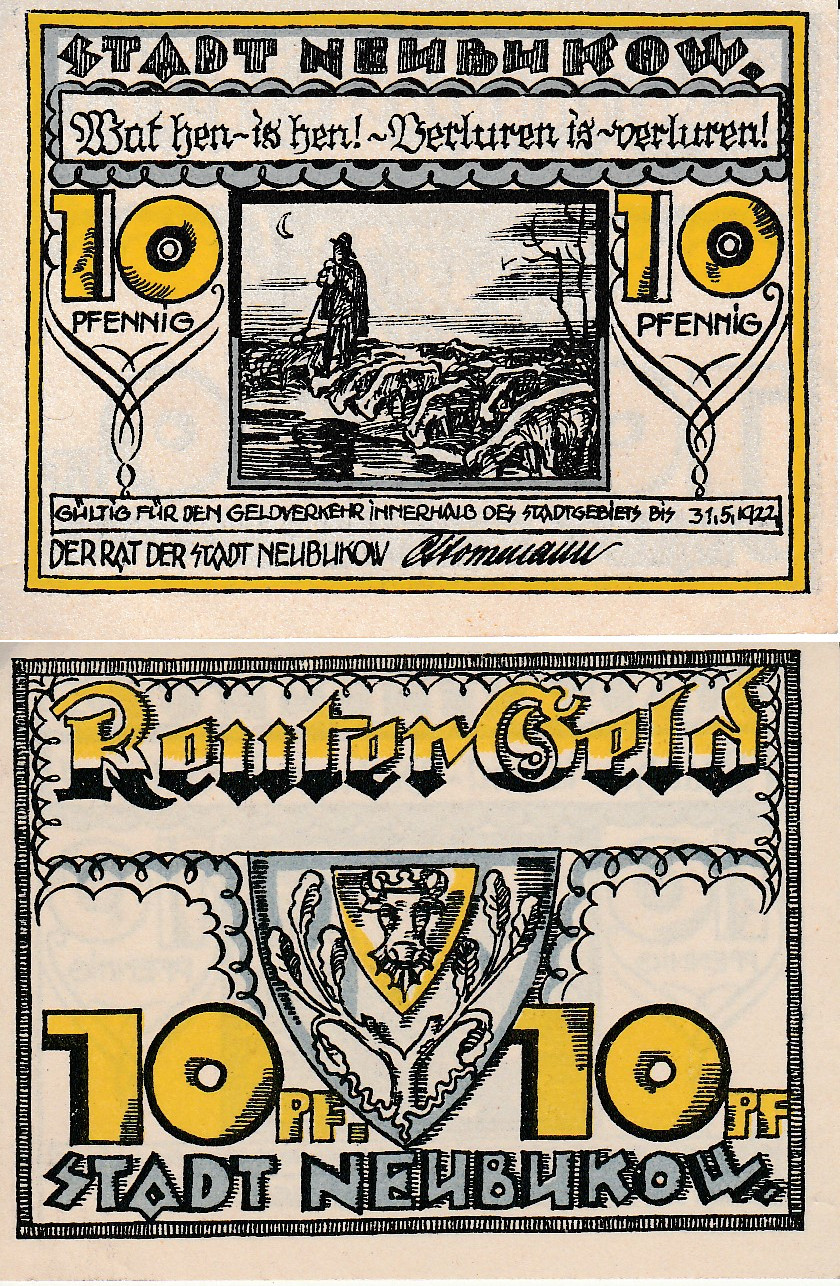
Neubukow
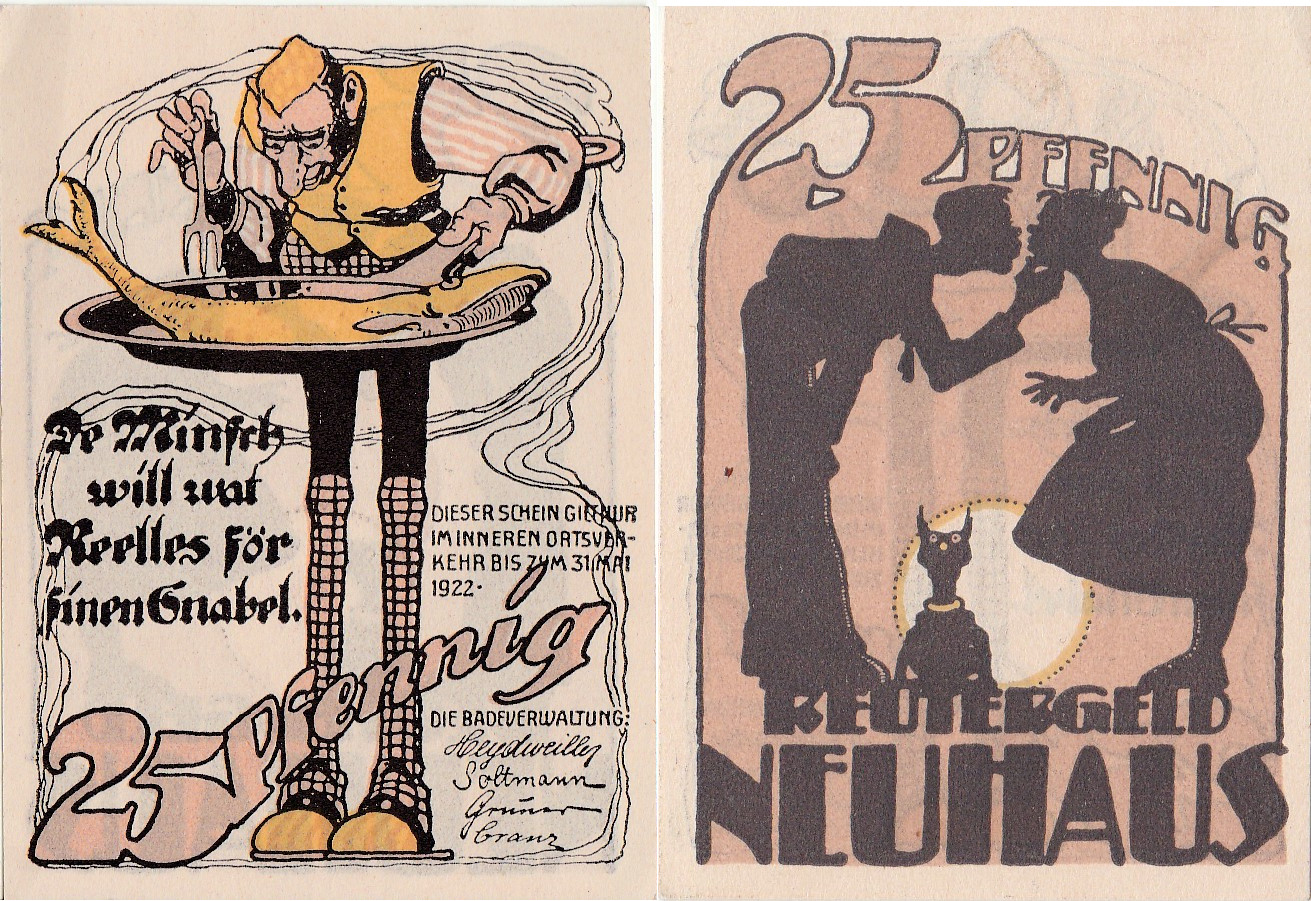
Neuhaus
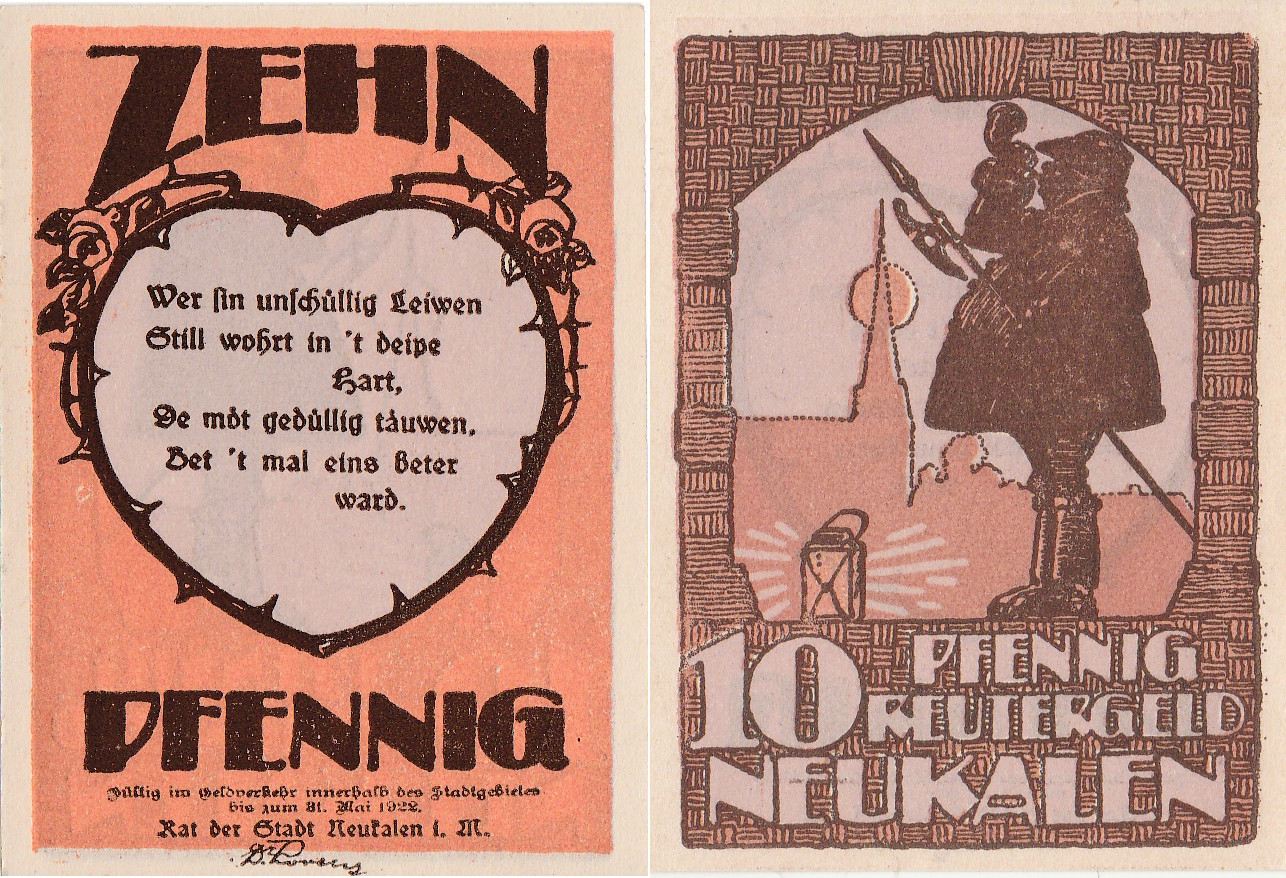
Neukalen
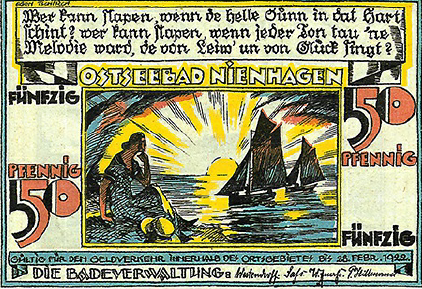
Nienhagen
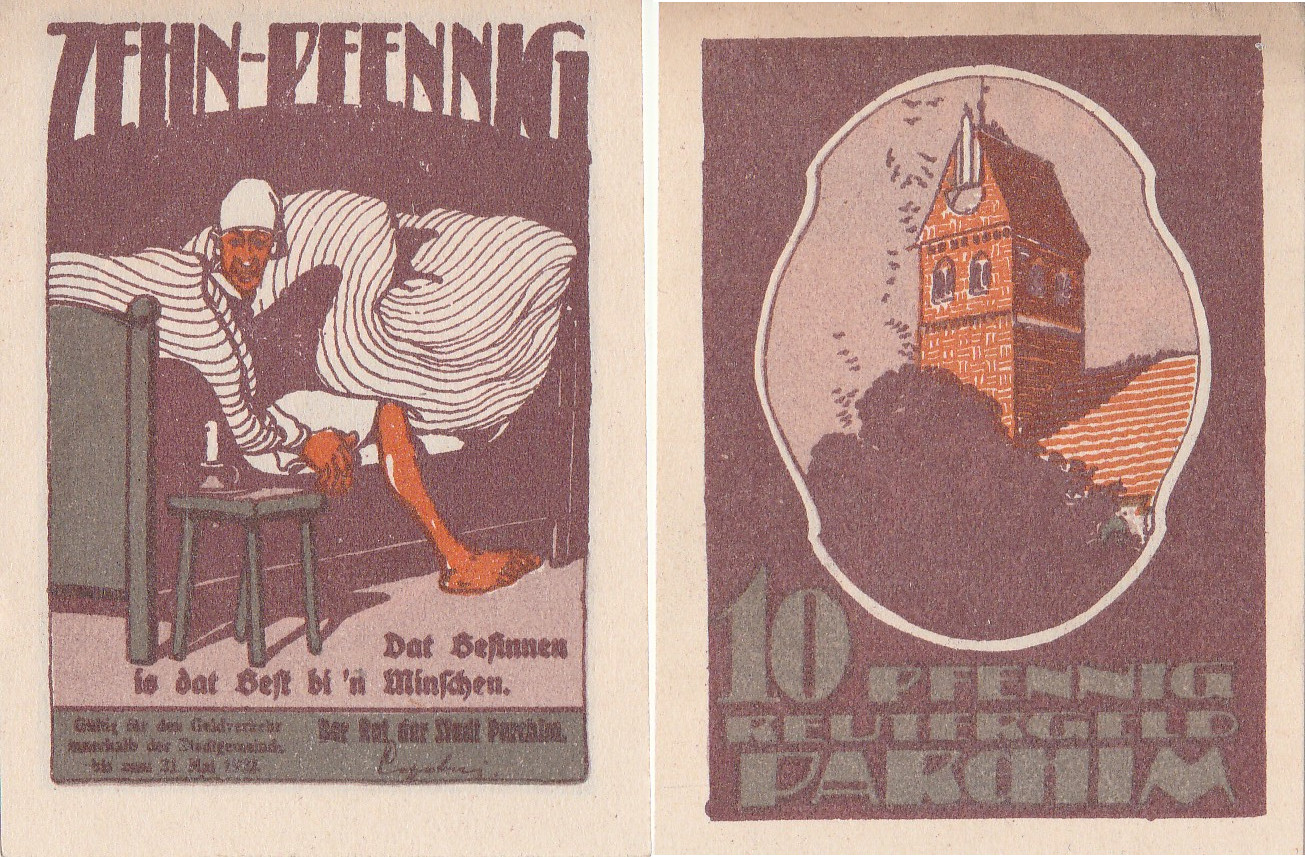
Parchim
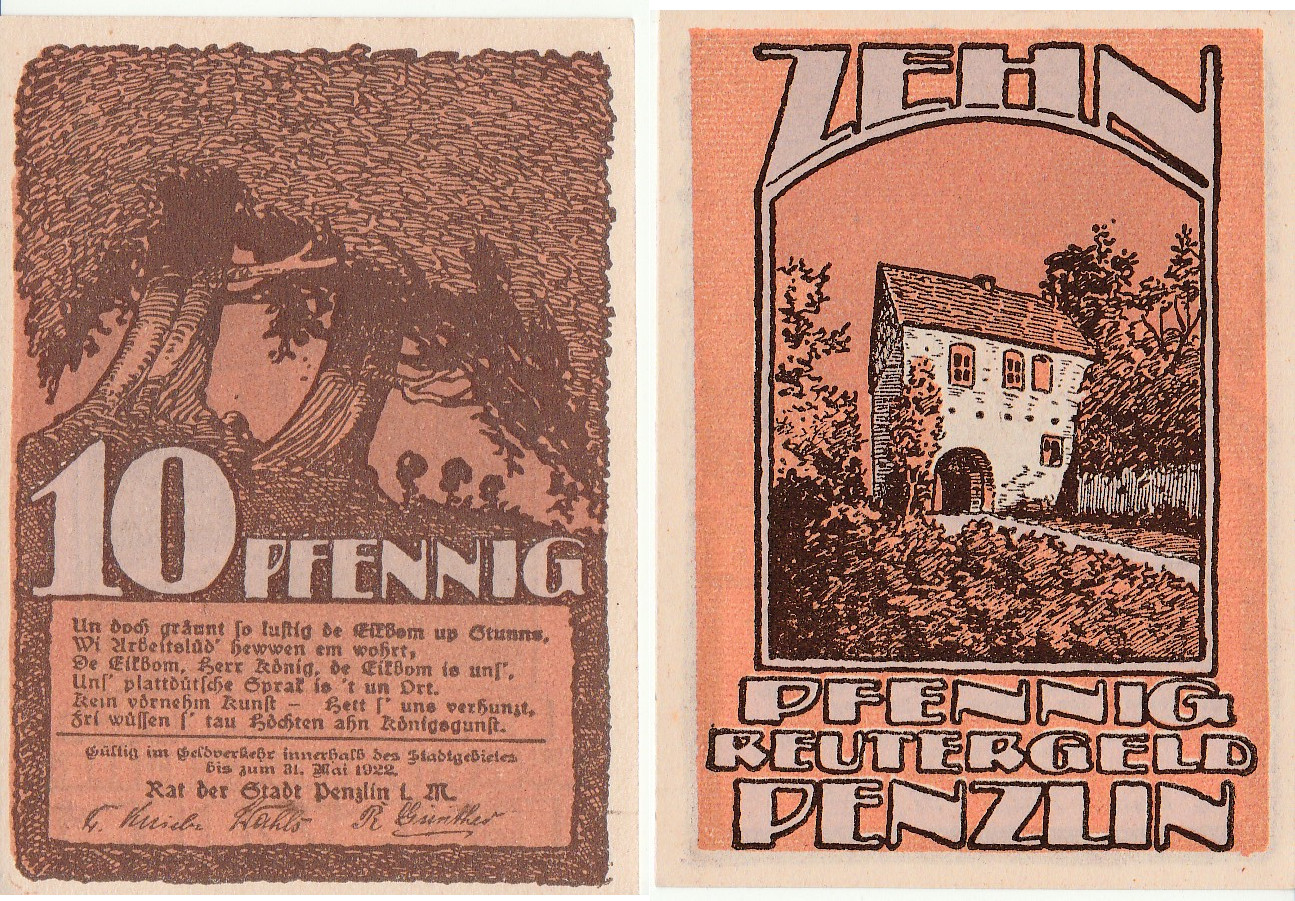
Penzlin
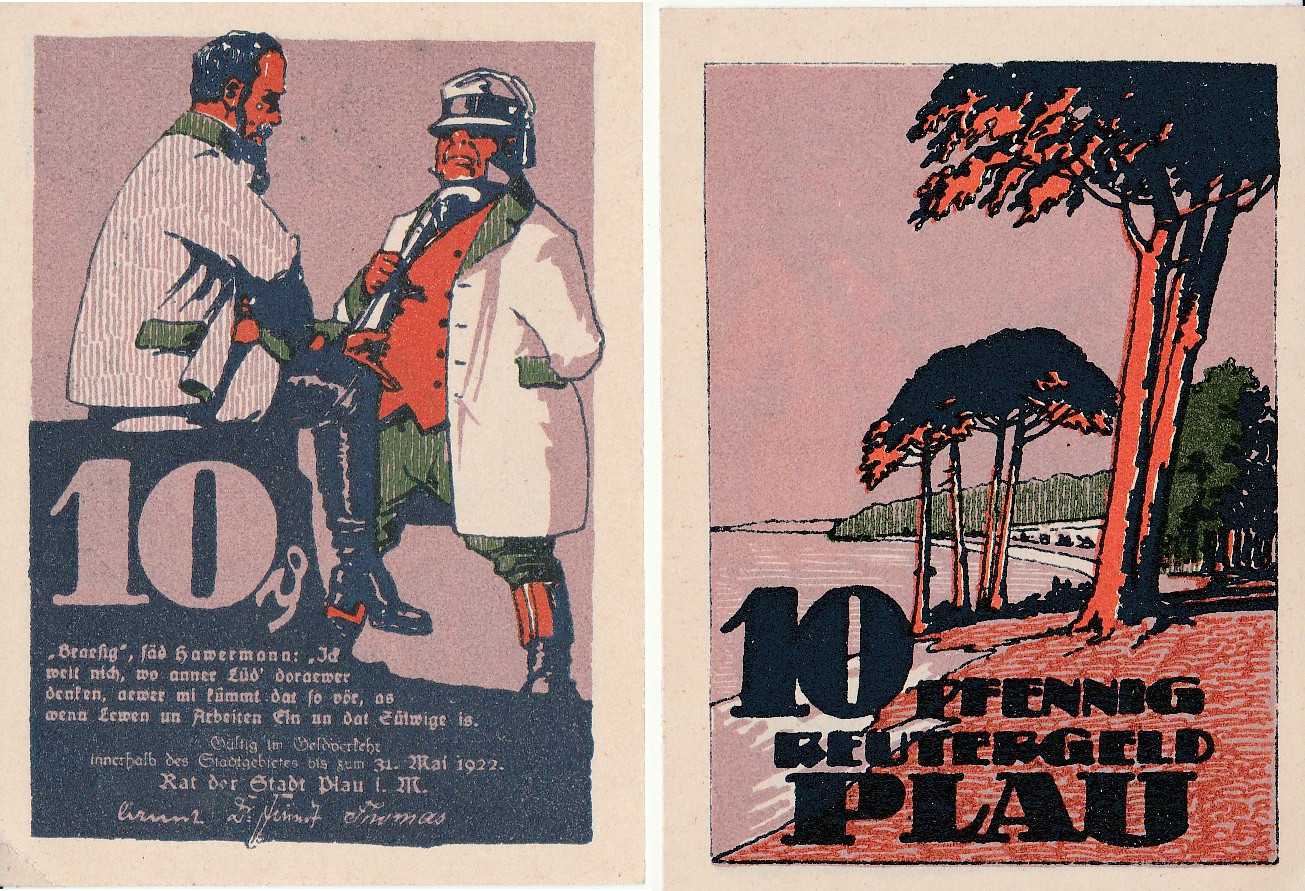
Plau
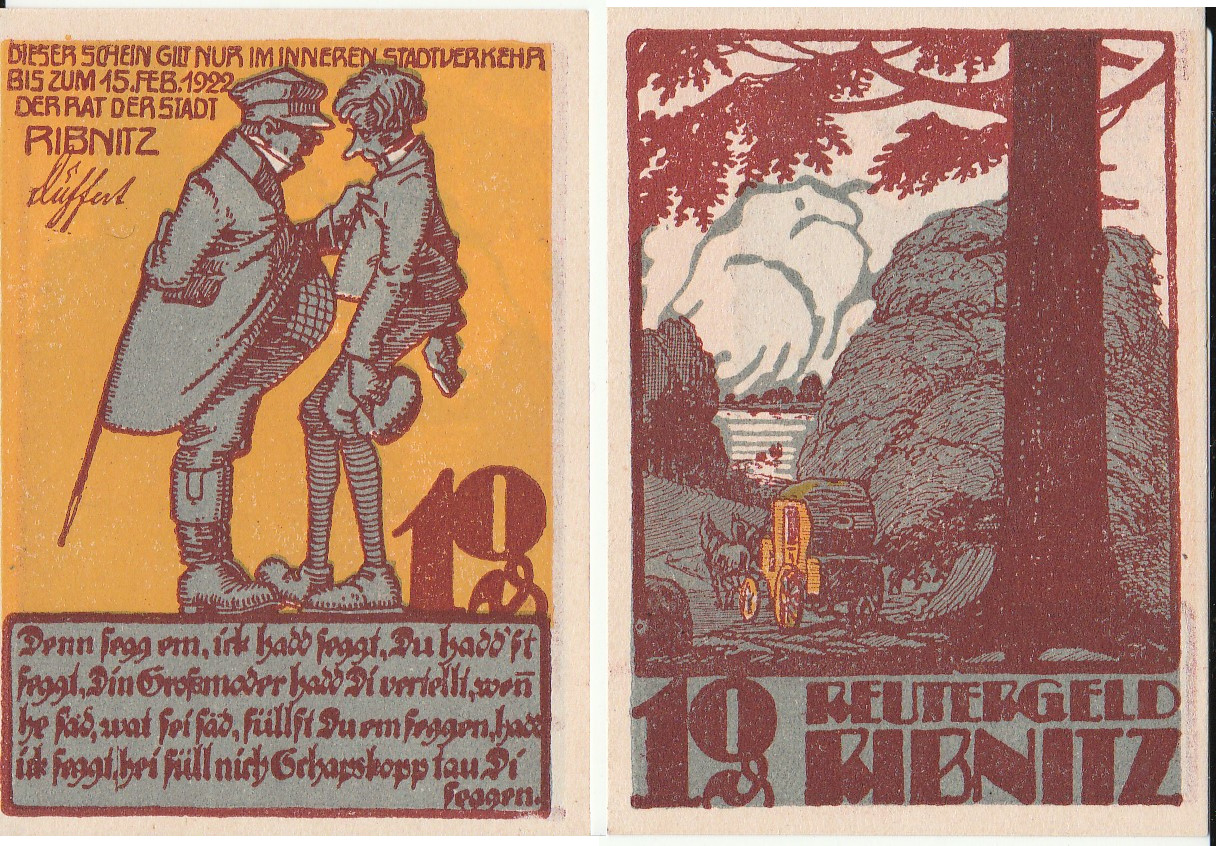
Ribnitz
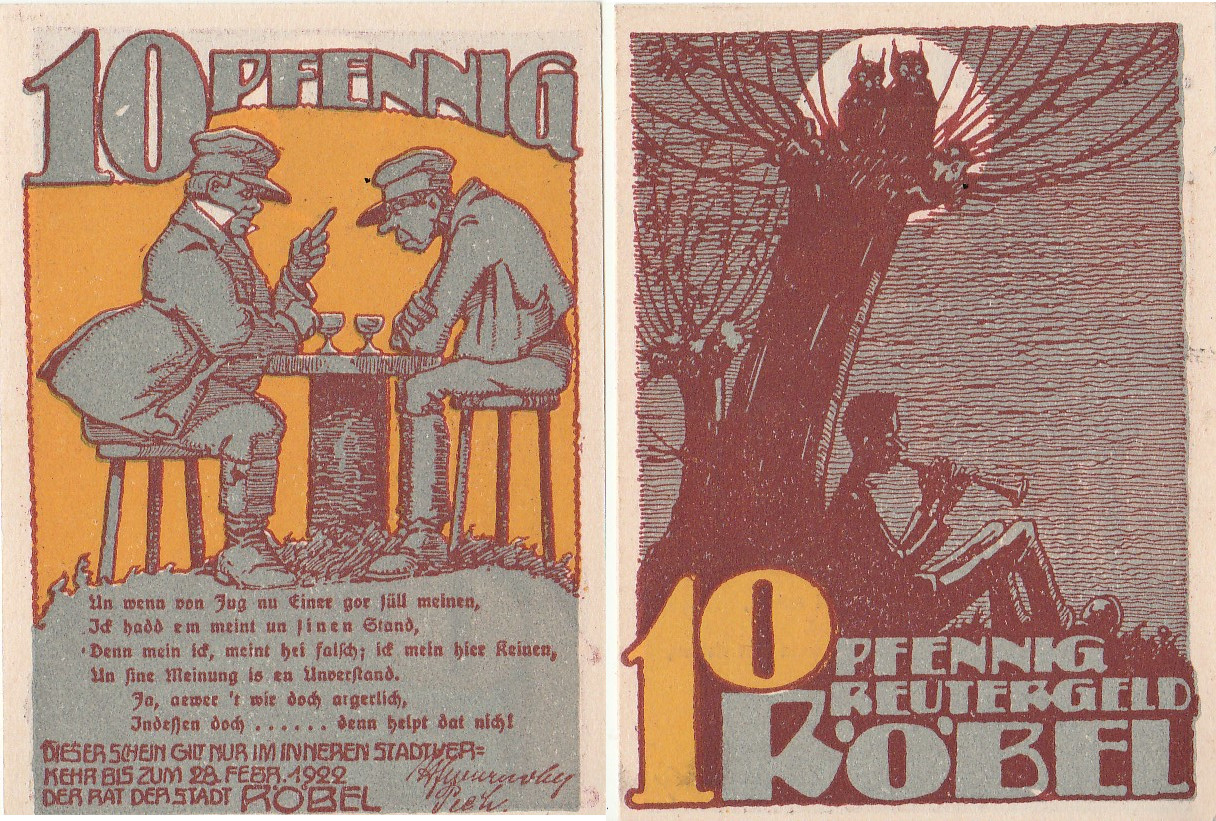
Röbel
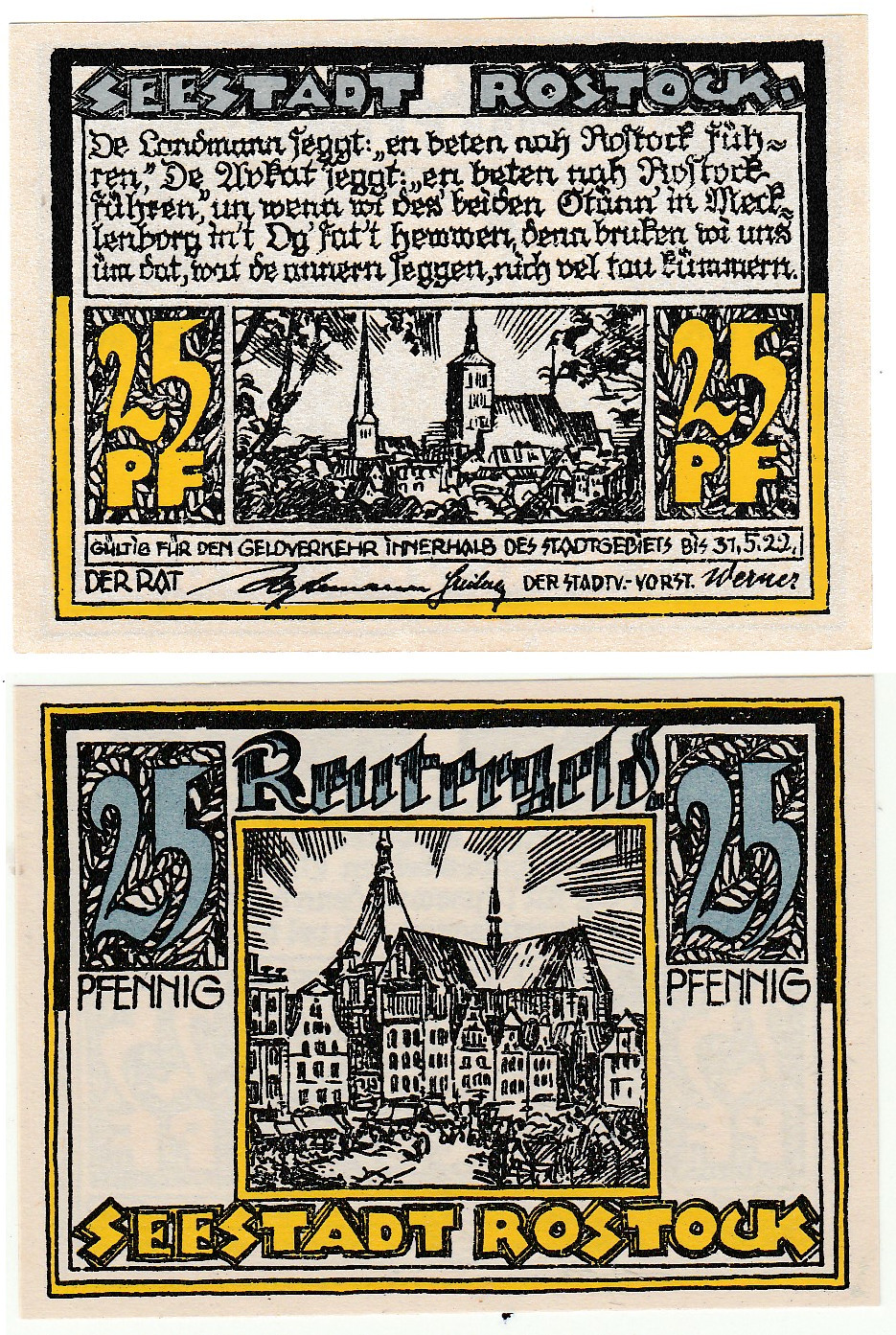
Rostock
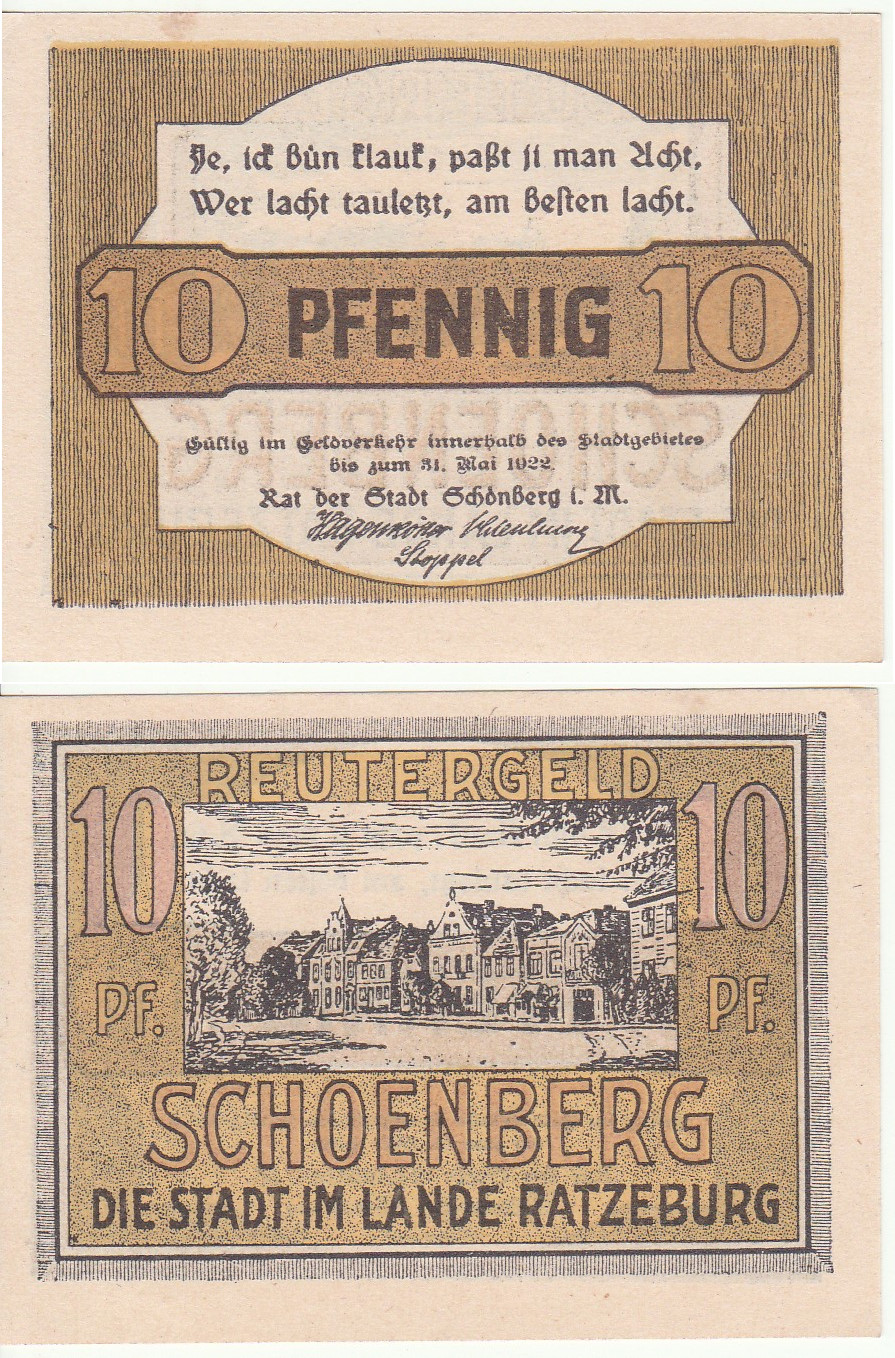
Schönberg
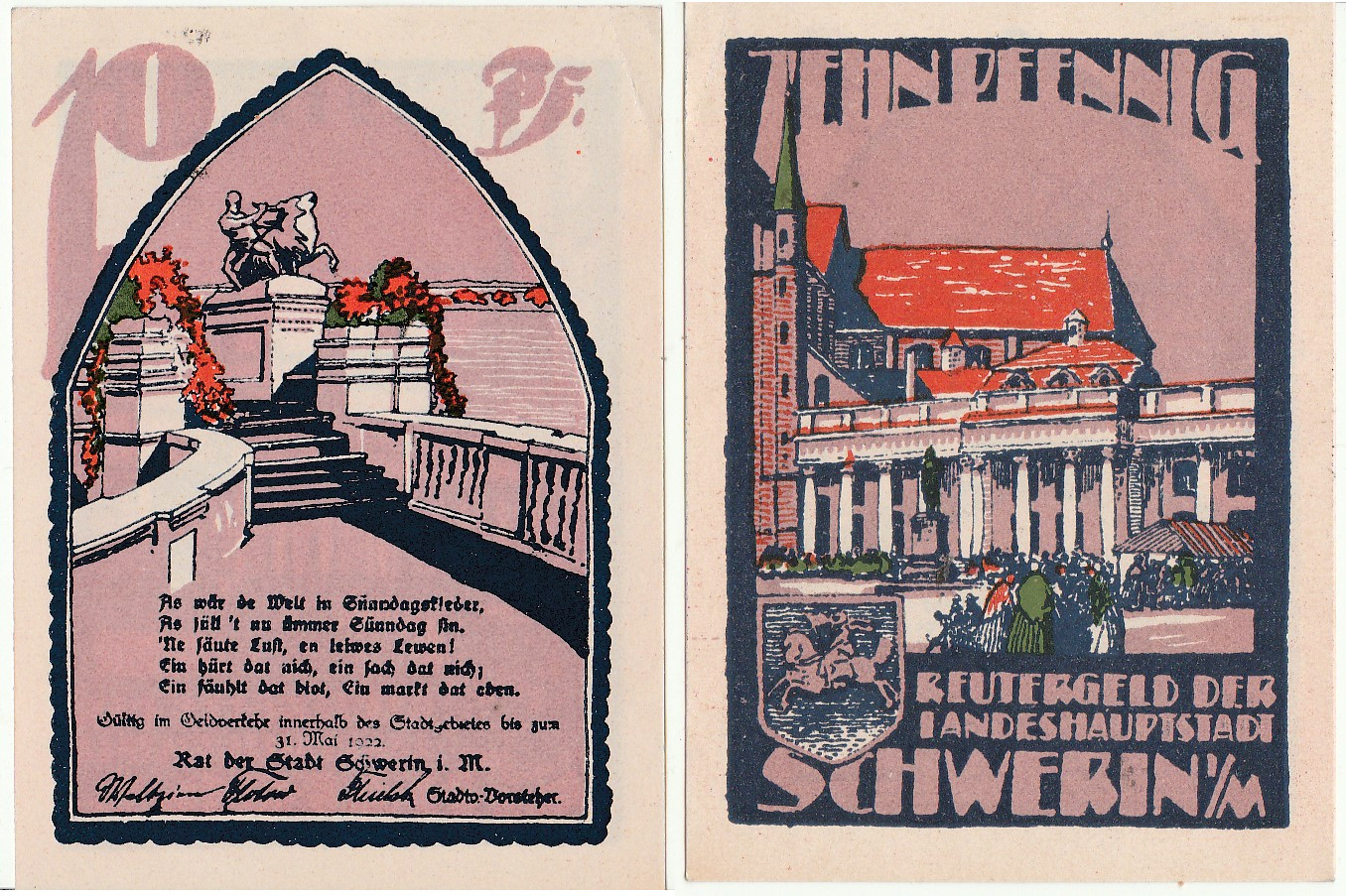
Schwerin
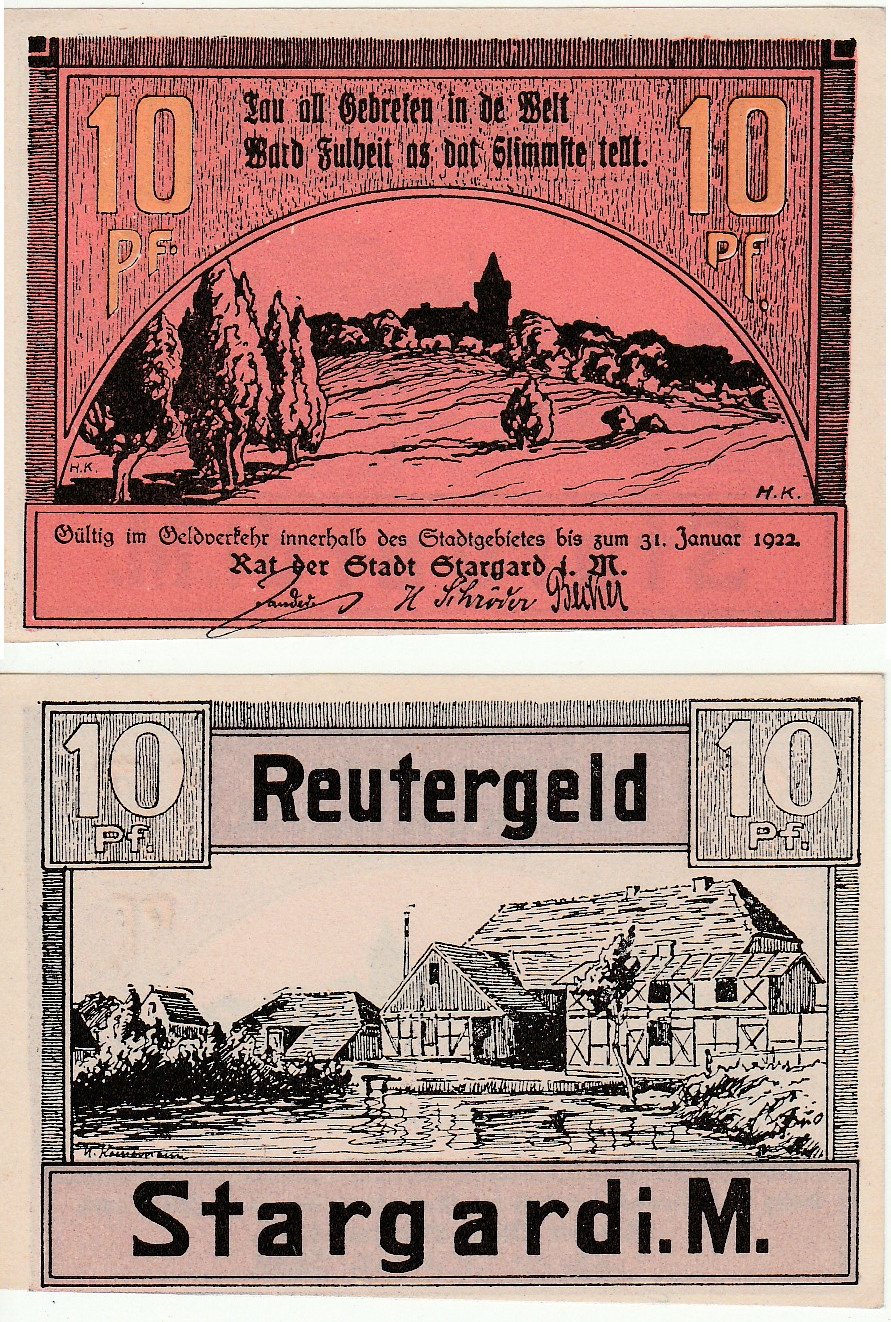
Stargard
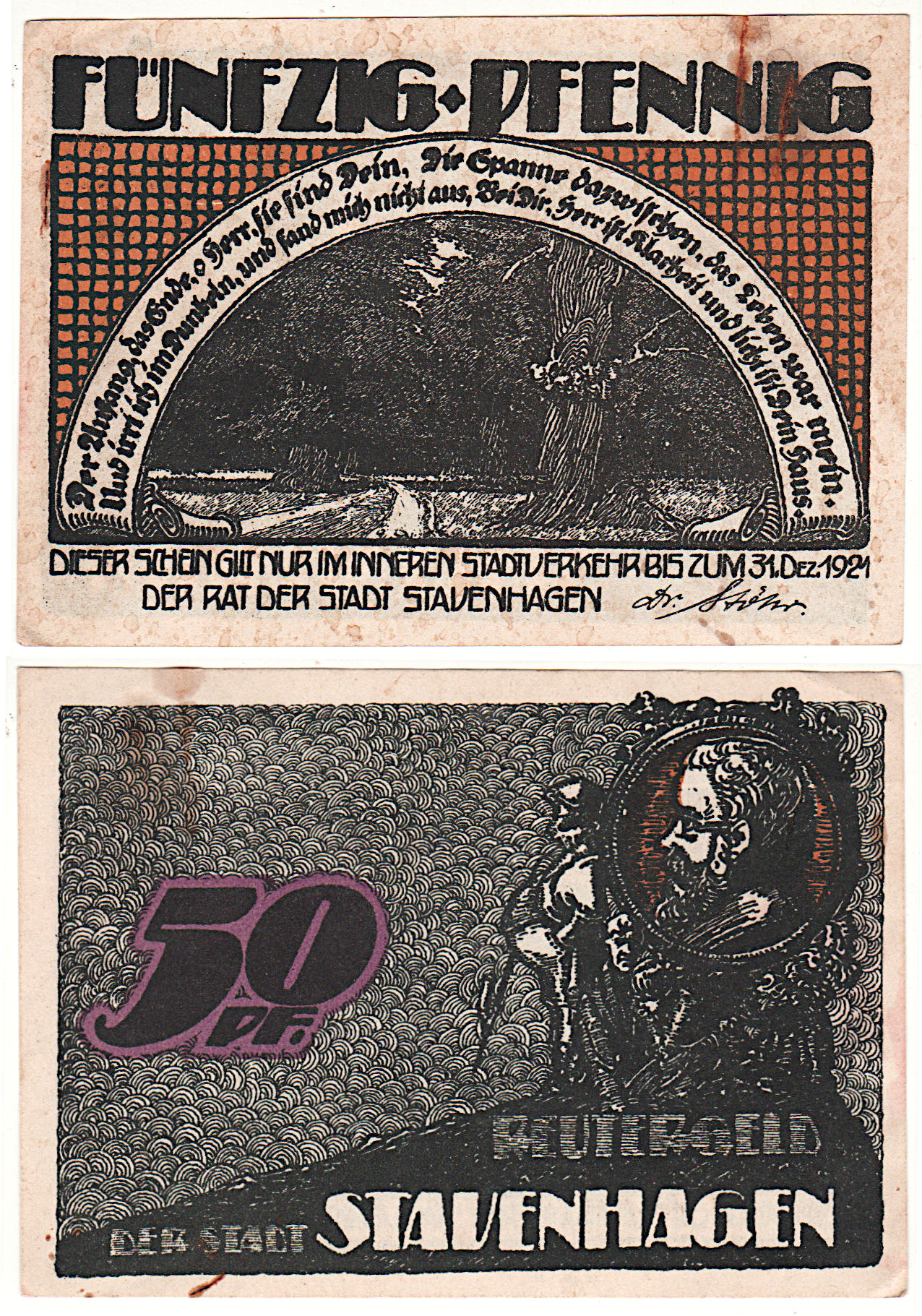
Stavenhagen
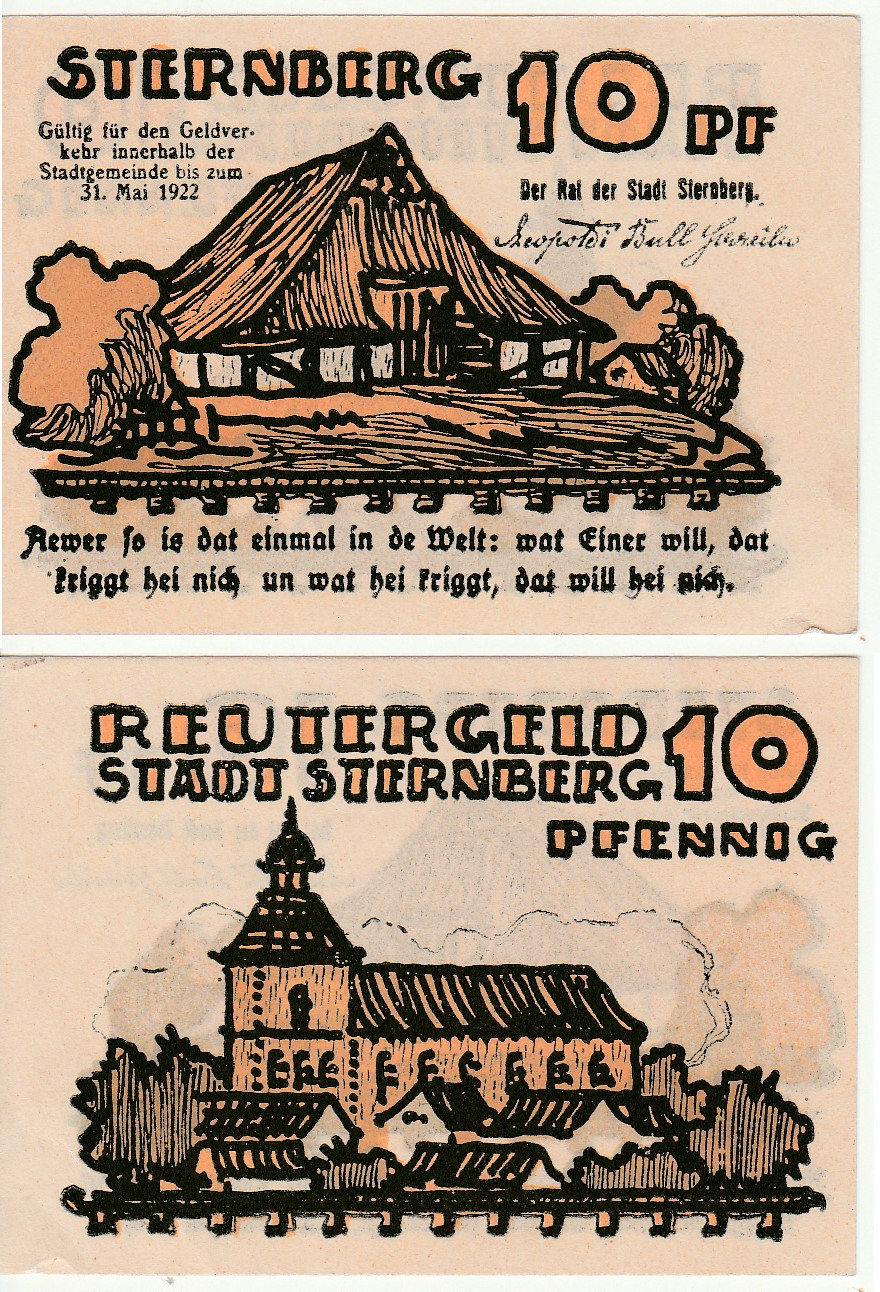
Sternberg
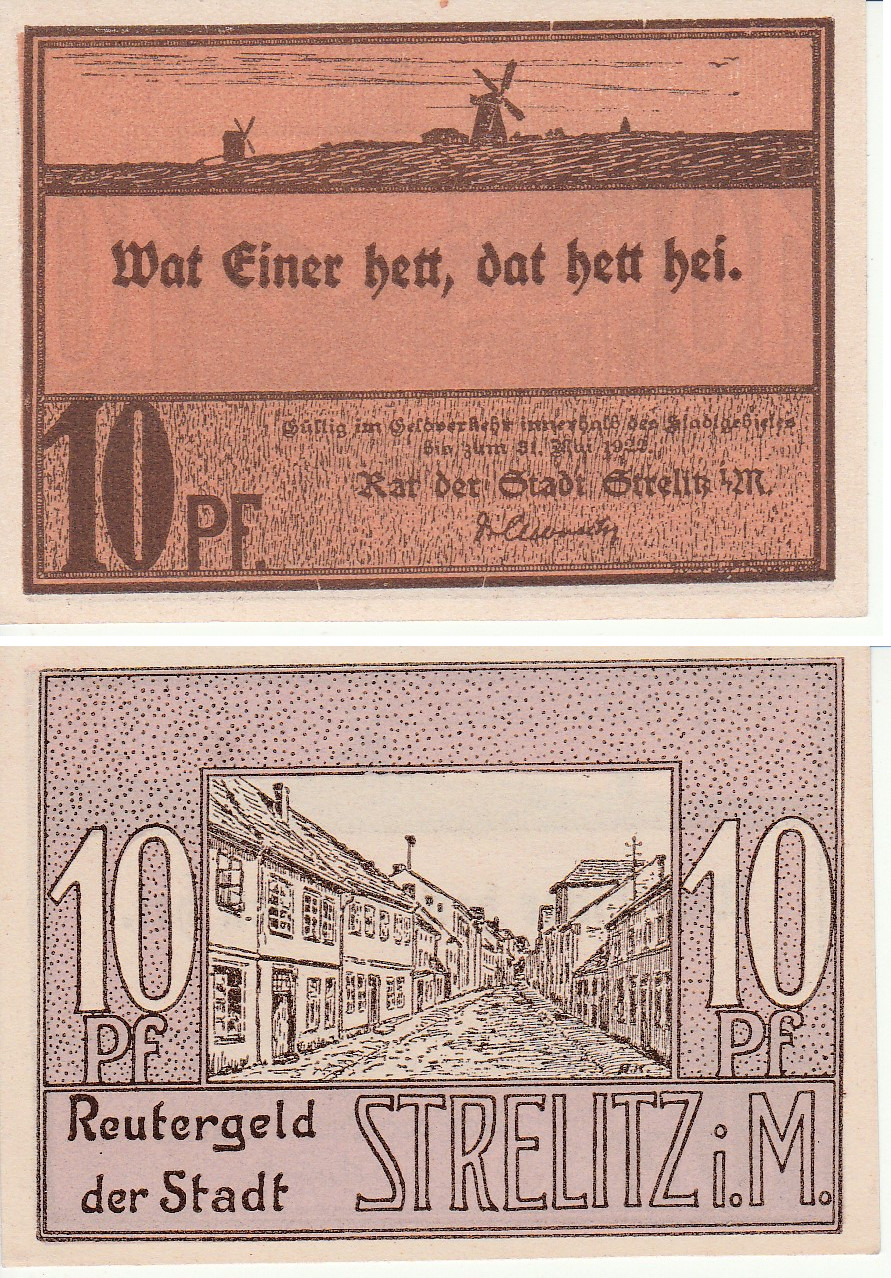
Strelitz
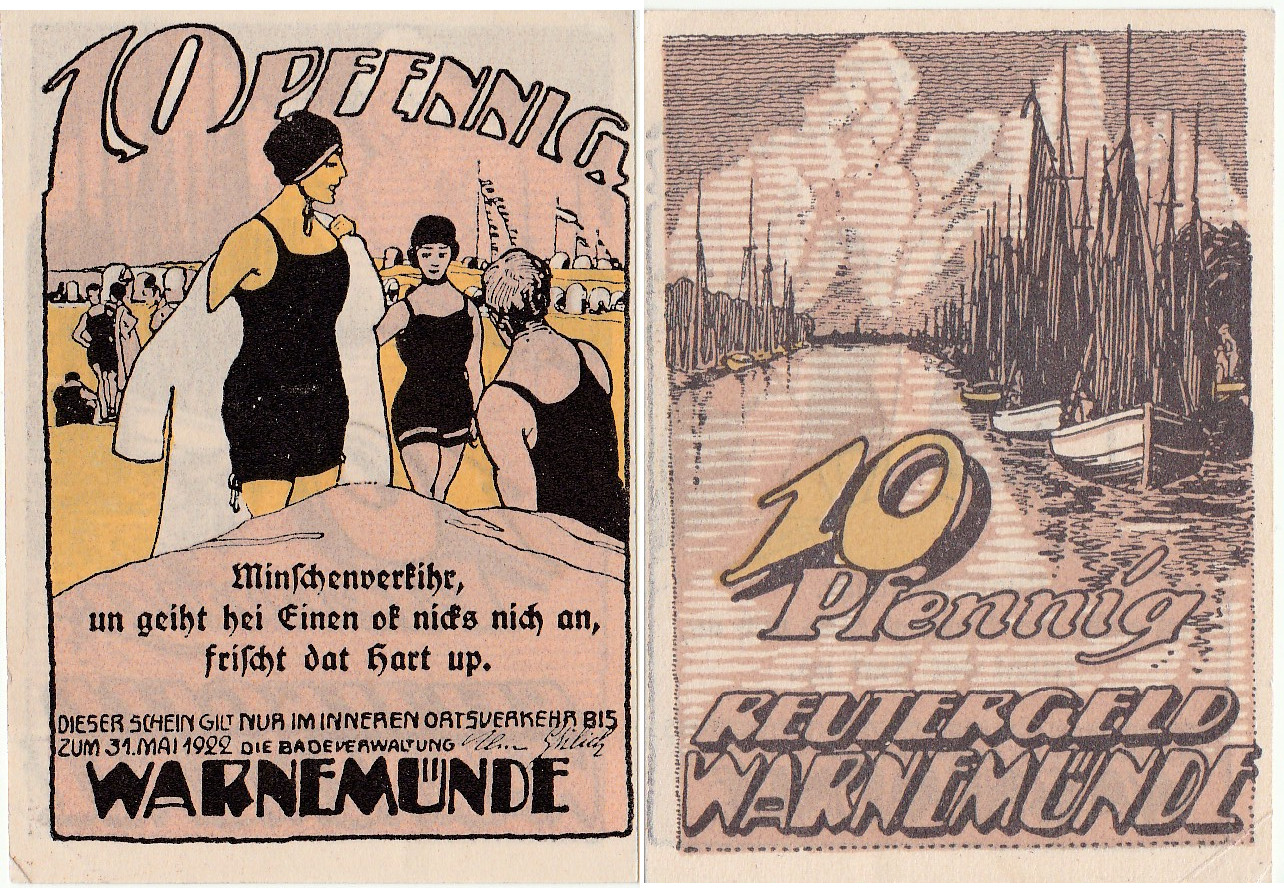
Warnemünde
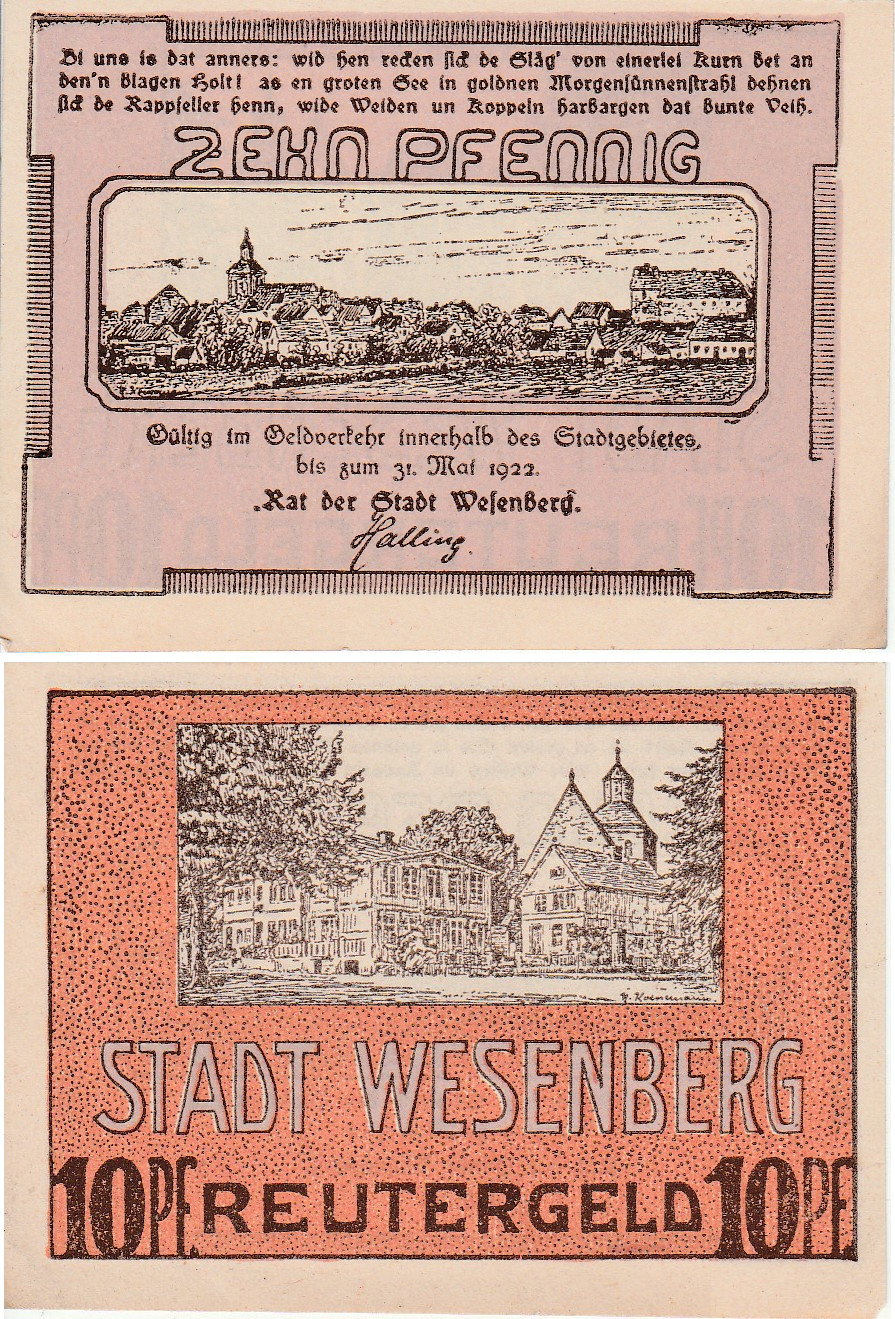
Wesenberg
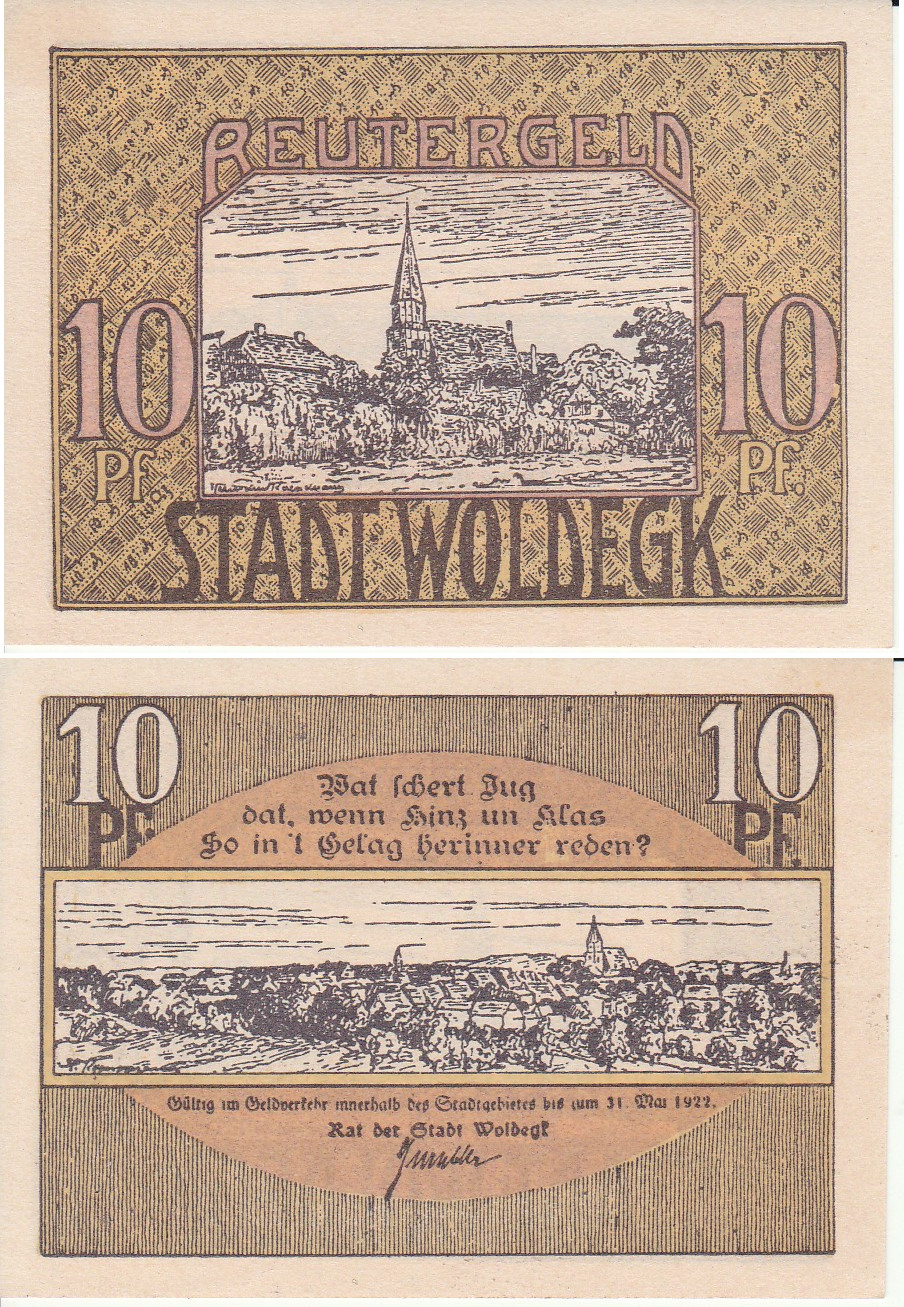
Woldegk
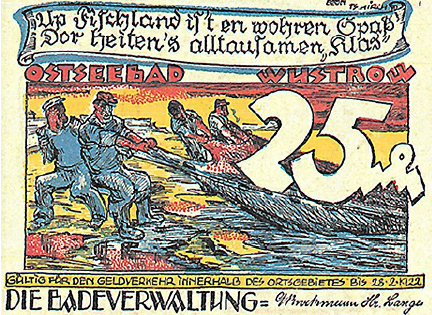
Wustrow
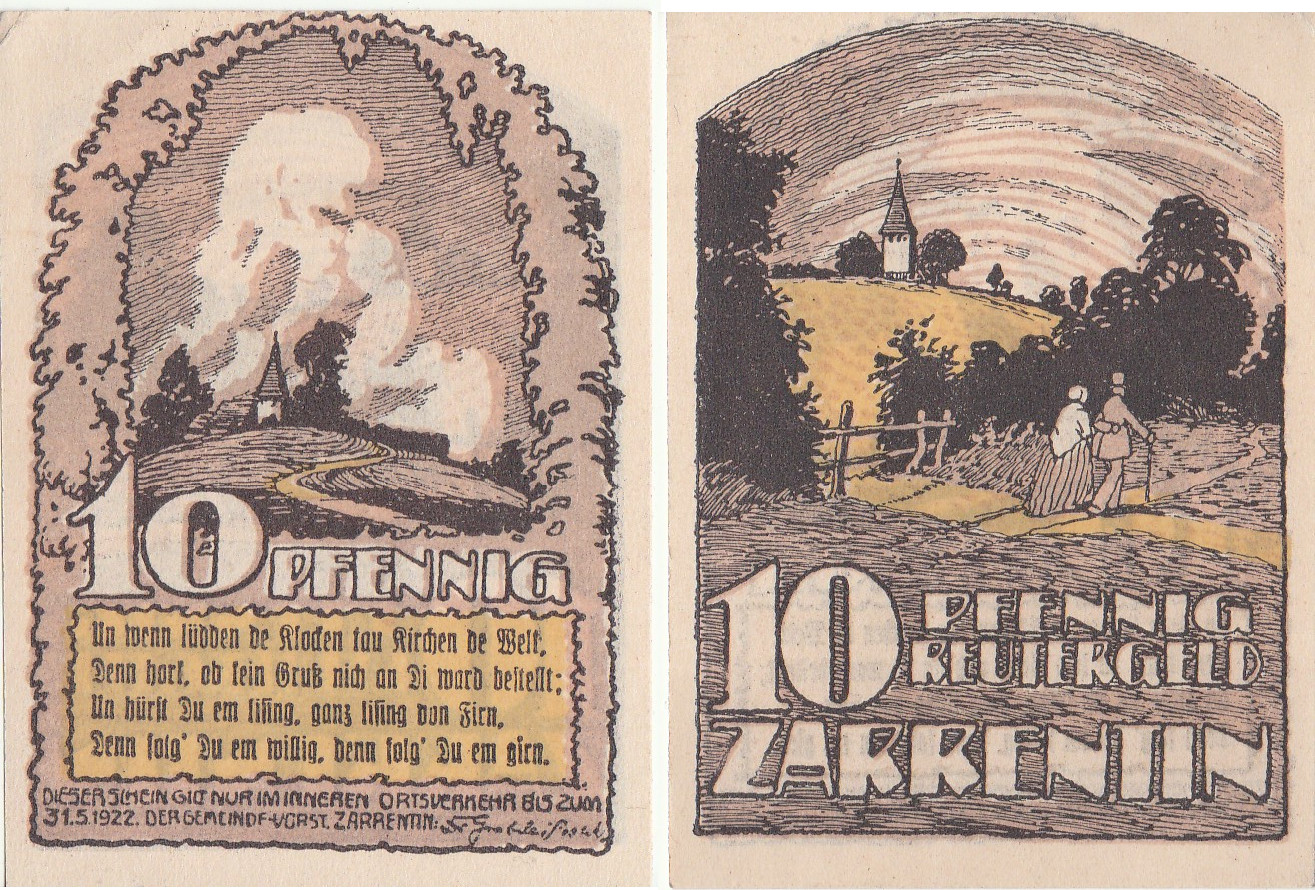
Zarrentin